# Apollo/Skylab A7L űrruha

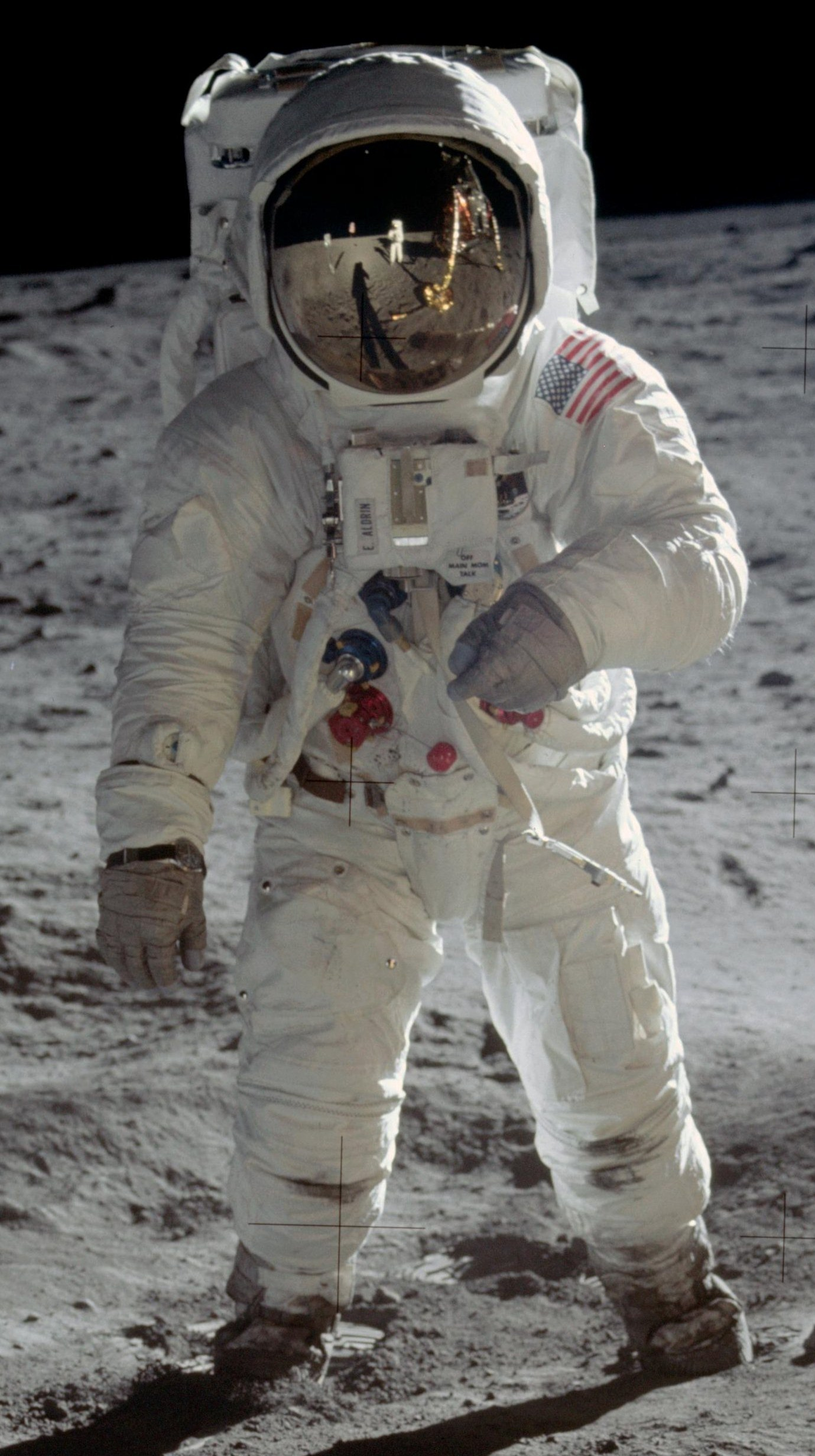
Egy klasszikus példány az A7L űrruhából, Buzz Aldrin viseli az Apollo–11 holdsétáján a Nyugalom Bázison 1969. július 21-én

Az Apollo/Skylab A7L űrruha, vagy másik, NASA által használt nevén az Extravehicular Mobility Unit (EMU) (űrhajón kívüli mobilitási egység) egy űrruhaosztály volt, amit az Apollo- és a Skylab-program, valamint a Szojuz–Apollo-program során használtak az amerikai űrhajósok. Az Apollo EMU két részből tevődött össze: a nyomásbiztos ruha szerelvényből (Pressure Suit Assembly (PSA) – népszerű nevén „űrruhából” – és a hordozható életfenntartó rendszerből (Portable Life Support System (PLSS) – szintén népszerű nevén a „hátizsákból” –. Az A7L jelű rendszert az Apollo–7 ls az Apollo–14 repülések között alkalmazták.
Később, elsősorban a holdjáró programba építése és az űrhajósok mozgásszabadságának nagyobb mértékű igénye miatt szükség volt a ruha továbbfejlesztésére, amely az A7LB jelű modellben öltött testet. Az amerikai űrhajósok ezt használták az Apollo–15 és Apollo–17 között, valamint az összes Skylab repülésen és végül a Szojuz-Apollo repülés során is, a repüléseknek megfelelő változtatásokkal (pl. a Skylab repüléseken a hátizsák helyett inkább egy köldökzsinóros rendszert használtak, míg a szovjetekkel közös repülésen nem volt űrhajón kívüli tevékenység, ott semmilyen ahhoz szükséges részegysége nem volt az amerikai űrhajósok űrruháinak).

## Története
A korszerű repülőgépek megjelenésével új problémát kellett leküzdeniük a szakembereknek: a bizonyos magasságok fölé lépő emberekre új veszélyek leselkednek, 4-5000 méter felett az oxigén lecsökkent mennyisége miatt (ilyen magasan fele annyi oxigén van a ritkább légkörben, mint tengerszinten) a magassági betegség tünetei jelentkeznek, 12 000 méter felett már az oxigénmaszk sem elegendő, ezért zárt, saját a környezettől független légkör kell, míg 19 000 méter felett, ha valaki nem visel űrruhát, a testnedvei sem tarthatók folyékony halmazállapotban védőöltözet nélkül. A Kármán-vonalon, azaz a 100 000 méter magasságon átlépni szándékozó repülők (űrhajósok) számára speciális védőöltözet kellett. Kezdetben – amerikai oldalon – a repülőgépes repülésből származó magassági ruhák átalakításából származó Navy Mark IV jelű Mercury űrruhák jelentették a megoldást, majd ezeket követték a Gemini-program G3C és G4C űrruhái, amelyeket már az űrsétákon is alkalmazni lehetett.
A Hold meghódítását célzó Apollo-program azonban még újabb követelményeket támasztott az űrruhákkal szemben, így újabb űrruhákat terveztetett a NASA. Előbb megszületett az Apollo Block I A1C űrruha, amely nagyjából a Gemini űrruha egy továbbfejlesztett változatának felelt meg. Ám a nejlonból készült külső köpenye a ruhának megolvadt és átégett az Apollo–1 tragédiája (az űrruha első tervezett fellépése) során, így ahogy az űrhajót is a tűzeset miatt alapvetően át kellett tervezni, az űrruha koncepcióját is elvetették és új típust akart helyette a NASA.
Az új tervezésű ruhának a következő problémákra kellett reflektálnia. A ruha viselőjének a Holdon kellett kiszállni az űrhajójából, így az űrruhának nem volt elég védelmet nyújtani a nyomás hiánya és a szélsőséges külső hőmérséklet ellen (bár utóbbi még szélsőségesebb a Holdon, mint egy egyszerű Föld körüli pályán végrehajtott űrsétán), hanem a ruhának elég rugalmasnak kellett lennie, hogy a holdfelszínen munkát végezhessenek az űrhajósok benne – lehajoljanak a mintákért, műszereket állíthassanak fel, vagy később használhassák a holdjárót. Továbbá fokozottabban számítottak a szakemberek a mikrometeoritok bombázására a holdi környezetben. További fontos különbség volt, az űrhajón kívüli tevékenység távolsága magától az űreszköztől, azaz meg kellett oldani, hogy önálló és önellátó rendszert képezzen az űrruha és abban korlátozás, vagy az űrhajóhoz való bárminemű kapcsolódás nélkül mozoghasson a gazdája, akár hosszabb időn keresztül is.
A NASA 1962 tavaszán kiírt egy versenytendert az új űrruha tervezésére és legyártására, amelyre sok pályázat érkezett, ezekből két kiemelkedővel, a Hamilton Standard United Aircraft Company divízióéval és az International Latex Corporationéval (ILC). Mindkét pályázó ajánlatában további alvállalkozók bevonása is szerepelt. A pályázatok elbírálása során azonban a két különböző elképzelésből a NASA-nak két részmegoldás tetszett: a Hamilton Standard oldaláról az űrruha létfenntartó rendszere (a „hátizsák”), az ILS-éből pedig a ruha. A NASA rövid megfontolás után úgy döntött, hogy megosztja a projektet és a megbízást a két cég kapja – az ILS a ruha elkészítésére, míg a Hamilton a PLSS kivitelezésére – együttműködési kötelezettség mellett.
1964 márciusában a két nyertes cég leadta a kész elképzelését az űrruhára vonatkozóan. Az ILC egymás után három változatot is felvázolt, ám a NASA nem fogadta el azokat – kvázi ellenpróbaként tesztelték a David Clark Gemini űrruháit is, amelyek viszont elfogadhatónak látszottak a csak az Apollo parancsnoki egységével történő repülésekhez. A Hamilton sem járt jobban, bár elvben az ő dizájnjuk teljesítette a követelményeket, ám az emberrel végzett tesztek során a gyártmányuk elbukott. Az eredmények arra sarkallták a NASA-t, hogy indítsa újra az űrruha programot. 1964 októberében az űrhivatal azt a döntést hozta, hogy három részre bontja a fejlesztési programot. Elsőként létrehozzák az ún. Block I (kb. első gyártási sorozat) űrruhát, a David Clark Gemini űrruhájának kisebb módosításaival. Ezt követheti a Block II, amely a Hamilton/ILC megoldásából állhat elő és amelyeket az űrsétát is tartalmazó repüléseken fognak használni. Ezt a valódi fejlesztési lépcsőt ismét kvázi megversenyeztették, bevonták például az AiResearch céget, hogy egy párhuzamos fejlesztéssel maguk is hozzanak létre egy PLSS-t a Hamilton-féle megoldás mellé. Végül megjelöltek egy Block III fejlesztési fázist is, amelyben a későbbi, hosszabb időtartamú Apollo küldetésekre kellett egy továbbfejlesztett verziót előállítani. A program újraindításának jeleként az addig használt terminológiát is megváltoztatták és ekkor kapták az Apollo űrruhák a végleges nevüket: az addigi PGA (Pressure Garment Assembly – nyomásálló köpeny-szerelvény) helyét átvette a PSA (Pressure Suit Assembly – Nyomásálló űrruha szerelvény), amely azonban csak a Block I-re vonatkozott a továbbiakban, míg a Block II és III az EMU (Extravehicular Mobility Unit – Űrhajón kívüli mobilitási egység) nevet viselte a továbbiakban.
Az újra kiírt verseny új frontvonalakat nyitott a cégek közötti együttműködésben. A Hamilton és az ILC sosem tudott jó munkakapcsolatot kialakítani, ezért a Hamilton a B.F. Goodrich-csel fogott együttműködésbe és megpróbálták kiváltani az ILC-t. Az ILC pedig 1965 júliusában a saját A5L prototípusát adta be, amellyel el is nyerte a jogot a fejlesztésre. A NASA látva a cégek közötti széthúzást, a saját kezébe vette a program teljes koordinálását és nem bízta a cégekre az együttműködést. 1965 vége előtt a Hamilton is beadta a maga pályázatát – az ILC korábbi nyertességének ismeretében már csak a létfenntartó hátizsákra vonatkozóan –, amelyet az űrhivatal elfogadott és ennek hatására leállíttatta az AiResearch párhuzamos fejlesztését. Az ILS ruhájának fejlesztése azonban még nem állt le, további tesztek kezdődtek összesen hét ruha- és hat hátizsák változat illesztési próbáival és végül az A7L dizájn lett a nyertes, annak is két verziója, az egyik a holdfelszínre lépő két űrhajósnak, míg egy másik, egyszerűbb változat a parancsnoki egység pilótája (CMP – Command Module Pilot) számára.
Az A7L űrruha végül 1968. október 11-én debütált, az Apollo–7 startjakor, mivel az első legénység, a parancsnoki űrhajó berepülését végző Wally Schirra, Walt Cunningham és Donn Eisele volt. Ezen a repülésen nem került sor űrsétára, így csak a startkor és a leszálláskor használták, afféle vészhelyzeti biztonsági űrruhaként. Ekkor már folytak a NASA-n belül az elemzések, amelyeknek eredményeképpen az űrruhát kisebb átalakítással alkalmasnak találták a későbbi – hosszabb időtartamú, holdjárót is alkalmazó – expedíciókra, így a NASA leállította a Block III fejlesztési fázist és az Apollo–16 és -20 (valójában az Apollo–15 és -17 közötti repülésekre az A7LB, módosított űrruhát és az ahhoz illó, hosszabb időtávra alkalmas PLSS-t jelölte ki használatra.
A teljes funkcionalitású Apollo EMU az Apollo–9-cel mutatkozott be, 1969. március 3-án. A repülés a holdkomp berepülését kapta feladatul, ennek megfelelően a repülés negyedik napján a parancsnok Jim McDivitt és a holdkomppilóta, Rusty Shweickart felélesztették a holdkompot, majd leengedték mind a holdkomp, mind az anyaűrhajó nyomását, így az űrruha élesben, immár nem vészhelyzeti megoldásként tudott funkcionálni. Kicsit később valós űrhajón kívüli tevékenységet is végeztek az űrhajósok, amikor kinyitották a holdkomp ajtaját és Rusty Schweickart a hátizsákot viselve kiemelkedett az űrhajóból és kiállt a holdkomp „tornácára”. Dave Scott is ugyanezt tette a parancsnoki modul ajtajában, ám ő nem használta ekkor a hátizsákot, őt köldökzsinóros rendszer kötötte az űrhajóhoz. Az űrséta ekkor mindössze 46 percig tartott, ám ez elég volt arra, hogy felmérjék és igazolják az új űrruha EVA képességeit. A ruha igazi, teljes próbájára végül az Apollo–11-en került sor, amikor Neil Armstrong és Buzz Aldrin éles, holdi körülmények között viselték a ruhát, amely jelesre vizsgázott.

## Kialakítása
A két fő részből álló űrruha-rendszer egyik fő darabja, a ruha egy egy darabból álló, ún. test-végtag ruha volt, amely szerkezetében öt – az egyes rétegek többszörözése miatt végül 13 – rétegből épült fel. A vállaknál, könyököknél, a csípőnél, térdnél és a bokánál gumiból készült rugalmas, a mozgást segítő csatlakozások tették lehetővé a mobilitás lehető leghatékonyabb formáját, általában a csatlakozások lehetővé tették az előre, hátra, fel, le mozgást a benne levő űrhajós számára. Ezen felül gyors csatlakozókat építettek a ruha karjaira és a nyakra, amelyek lehetővé tették a kesztyűk és a híres „akvárium sisak” felcsatlakoztatását az űrruhára. Utóbbi sisak teljesen egyedi volt a korábbi konstrukciókhoz képest, mivel akadályok nélküli kilátást biztosított, ráadásul kiküszöbölte, hogy a sisakplexinél bonyolult szigetelést kelljen alkalmazni, mint az volt a Gemini, vagy az Apollo Block I ruhák esetében. A fehér felső réteg, amelyet az Apollo–1 tűzesete után tűzbiztonsági okokból alkalmaztak, egy különálló ruhaként fogható fel, amelyet el lehetett távolítani és karbantartás, vagy ellenőrzés céljából le lehetett választani. Az A7L egy függőleges cipzárral záródott, amelyet a hátvonalra szereltek a sisaktól (a nyakgyűrűtől) egészen le az űrhajós ülepéig, így a ruhát „hátulról beszállva” lehetett felölteni.
Az A7L másik fő részegysége a hátizsákként viselendő PLSS (létfenntartó rendszer volt). Ennek három fő feladat köré szerveződött a felépítése. Az egyik fő feladat a légzés biztosítása volt, amelyhez beépített oxigéntartályt tartalmazott, valamint a gáz ruhában való keringetéséhez szolgáló szivattyú és csőrendszert. Ezt egészítette ki a egy lítium-hidroxid szűrőrendszer, amely az űrhajós által kilélegzett szén-dioxidot semlegesítette. A másik fő funkció az űrhajós testének megfelelő hőhatárok között tartása volt, amelyről egy folyadék keringette hűtőrendszer gondoskodott (a ruhában egy vékony csövek behálózta alsó kezeslábas volt, amely hűtötte az űrhajós testét). Végül harmadik egységként az űrhajós kommunikációjáért felelős rádiórendszer került beépítésre a hátizsákba.

### A7L alapkiépítés (Apollo–7-től -14-ig)
Az A7L a valóságban nem egy konkrét űrruha típusa volt, hanem inkább egy űrruhaosztályé, amely a különböző felhasználási célok mentén bomlott alváltozatokra. Az eredetileg elfogadott típusnak is rögtön két alváltozata volt, egy a Holdra lépő két űrhajósnak, egy másik pedig a parancsnoki űrhajóval Hold körüli keringésben maradó parancsnokiegység-pilótának.

#### Űrhajón kívüli tevékenység EMU
- Integrált hővédő mikrometeorit öltözet

A teljes űrruha összesen 13 rétegből épült fel. Legalul, az űrhajós bőrével érintkezve helyezkedett el a vízhűtéses kezes-lábas, amelyet külön fejezetben tárgyalunk. E fölött helyezkedett el egy logikailag és fizikailag is elkülönülő ruha, az Integrált hővédő mikrometeorit öltözet. Legalul egy a felöltést segítő kényelmes, könnyű műszálas réteg volt, erre épült egy gáz záró futballbelső szerű neoprén borította nejlon réteg, amelybe a csatlakozók bele voltak olvasztva, felette pedig egy szintén nejlon záróréteg volt, amely a felfúvódástól védte a ruhát. A következő rétegek a hőszigetelést szolgálták és vékony Kapton, valamint üvegszálas anyagból voltak, majd néhány réteg Mylar fólia, majd némi Dacron távtartó töltet és végül a külső teflon borította üvegszálas béta-szövet zárta le az űrruhát. A rétegrend szerint: 1 gumírozott nejlon, 5 alumínium gőzölt Mylar, 4 réteg Dacron, 2 réteg aluminizált Kapton film/hálós béta-szövet, 1 réteg teflonborítású műselyemszál Béta.

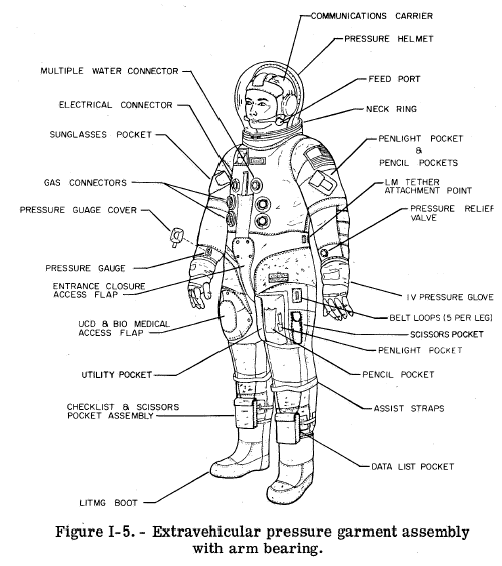

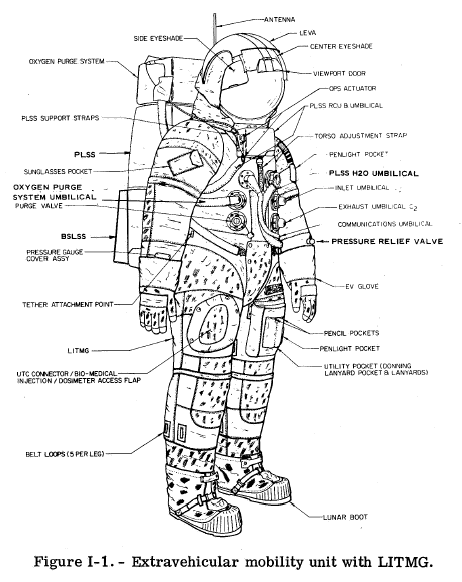

Ezek együtt alkalmasak voltak a külső súrlódások sérülés nélküli elviselésére, a lélegzéshez szükséges gázok benntartására, a megfelelő belső hőmérséklet fenntartására, továbbá a Kapton és a Mylar a visszaverő tulajdonságai miatt a sugárzás elleni védelemre is alkalmas volt, valamint a mikrometoritok esetleges becsapódását is elviselte az öltözet.
A ruha hátára ragasztottak még egy hatalmas téglalap alakú nikkel-króm szövésű Chromel-R foltot, amely a hátizsák viselés közbeni dörzsölésétől igyekezett megóvni az öltözetet. Ugyanilyen anyagot használtak a cipők és a kesztyűk felső felületén is. Végül teflon foltok erősítették a térdeknél, a deréknél és a vállaknál is a ruha külső felületét.
Az Apollo–13-tól (valójában, mivel annak űrhajósai soha nem léptek ki a holdfelszínre, az Apollo–14-től a parancsnok űrruhájának külső felületén nagy vörös Béta-szövet csíkok jelentek meg a karokon, a lábakon és a sisakborításon. A csíkokat kezdetben „közkapcsolati csíkoknak” (Public Affairs stripes) hívták, kicsit később azonban a „parancsnoki csíkok” becenevet kapták, mivel feladatuk szerint segítettek a médiának, majd azon keresztül a közvéleménynek megkülönböztetni a fotókon és filmfelvételeken az űrhajósokat azzal, hogy a parancsnok viselte ezeket a megkülönböztető jelzéseket.

- Test-végtag ruha szerelvények

Az Apollo–7 és –14 között az expedíció parancsnoka és holdkomppilótája által viselt A7L ruhák tartalmaztak egy ún. test-végtag űrruhaszerelvényt (Torso Limb Suit Assemblies – TLSA), amely az űrruha mellkasi-hasi részén elhelyezett csatlakozók összességét jelentette és amelyek áthatoltak a teljes ruha valahány rétegén. Összesen hat csatlakozó nyílás volt a ruhán, két párhuzamos oszlopban három-három. Az alsó 4 csatlakozó volt a felelős az oxigénáramlásért (kettő tartalékként szolgált arra az esetre, ha az egyik űrhajós PLSS-e meghibásodott volna és a társa rendszerére kellett volna csatlakoznia), míg a jobb felső csatlakozó az elektromos headseté, azaz a kommunikációé és a biomed szenzorok csatlakozója volt, míg a bal felső pedig a hűtővíz ki és beáramoltatásának csomópontja volt. A legalsó csatlakozók pirosak voltak, a felettük levők kékek.
- Vízhűtéses aláöltözet

Szintén csak a holdfelszínre lépő két űrhajós számára a szkafander része volt egy három rétegű vízhűtéses aláöltözet (Liquid Cooling and Ventillaion Garment – LCG) is, amely egy pamutvászon ruha volt, amelynek rétegei között vékony műanyag csöveket vezettek, amelyekben vizet keringettek az űrhajós testének hűtésére. Ez a rendszer optimális hőmérsékleten tartotta az űrhajós testét, mindegy milyen hőmérsékletre hevült a holdi napsütésben a szkafander külső felülete, egyben minimalizálta az űrhajós izzadását és ezáltal a sisak belsejében a páralecsapódást. A keringetett víz a PLSS-ből származott, onnan szivattyúk mozgatták a vizet, a benne akkumulálódott hót pedig egy szublimátor vonta el.

#### Hordozható életfenntartó rendszer (Portable Life Support System – PLSS)
Az űrruhától egy fizikailag és logikailag is teljesen elkülönülő egység volt az ún. Hordozható Életfenntartó Rendszer (Portable Life Support System – PLSS), vagy népszerű nevén a hátizsák. Míg a ruha az űrhajóst érő fizikai behatásoktól védte főként, addig a hátizsák működtette azt. A rendszer három alapvető funkció köré szerveződött.
Az első ilyen alapfunkció az űrhajós légzéséhez szükséges oxigén biztosítása. Az amerikai űrruhákban – és űrhajókban – 0,3 bar nyomást tartottak fenn, amelyet tiszta oxigén táplált. Ez egyrészt kb. harmada a levegő földi tengerszinti nyomásának, azonban ahhoz képest oxigéntöbbletet jelent az űrhajós számára. A hátizsákban egy beépített oxigéntartályt találhatunk, illetve a gáz keringetéséről csövek és szivattyúk gondoskodtak, amelyek az űrhajós feje és törzse körül keringették az oxigént. A probléma megoldása ugyanakkor nem ilyen egyszerű, így járulékos berendezések is helyet kaptak a rendszerben. Az első ilyen probléma a kilélegzett szén-dioxid semlegesítése volt. A kilélegzett széndioxid gáz felgyülemlését mindenképpen meg kellett akadályozni, mivel az már kis mennyiségben is fejfájást okoz, nagyobb mértékben pedig halált és nem elég újabb és újabb adag oxigént engedni a ruhába, a szén-dioxidot ki is kell vonni onnan. Erre a feladatra lítium-hidroxid szűrőket szereltek be egy ún. Szennyeződés eltávolító doboz (Contamination Removal Canister – CRC) nevű szerkezetben.
A légzés biztosításának másik nagy problémája a kilégzett pára. A felgyülemlő párát kezelni kell (amihez társul, hogy a súlytalanságban a vízpára másképp viselkedik, cseppeket formál), mivel visszalélegezve azt nagyobb koncentrációban fuldokláshoz, vagy akár fulladáshoz is vezethet. Ugyanakkor ha túlzott mértékben vonjuk ki a levegőből a párát, az alacsony páratartalom előbb az űrhajósnál szem- és orr-, vagy torok irritációt okozhat, de ami a problémásabb, növeli a statikus elektromosság szintjét, ami kisülést okozhat. Egy tiszta oxigénes környezetben – ami az űrruhán belül uralkodik – ez végzetes tűzhöz vezethet. Erre megoldásul egy speciális vízforralót alkalmaztak egy szeleppel, amely a nyomást szabályozta (ezzel meghatározva egy konstans forráspontot, az autók termosztátjához hasonló működés elv szerint).
A hátizsák másik fő funkciója az űrhajós testének hűtése volt. A probléma onnan adódott, hogy az űrruha felépítésének és anyagainak egy káros mellékhatása volt, hogy teljesen szellőzetlen volt, azaz az űrhajós testhője a végtelenségig képes lett volna akkumulálódni benne. Magát a hűtést vízkeringetéssel oldották meg. Az erre szolgáló rendszer másik végén az űrhajós által felöltött, az EMU legalsó rétegét képző öltözet volt, amely közvetlenül érintkezett az emberi testtel és három pamutrétege közé vékony műanyag csövek hálózatát szőtték. Az ebben keringő víz szivattyúrendszeren keresztül került körforgásba,, majd egy szublimátoron keresztül végezte el a hűtést és juttatta vissza visszahűtött hűtőközeget újra a ruhába. Ezzel a módszerrel sikerült elérni, hogy az űrhajós teste komfortos és viszonylag állandó hőmérsékleti tartományban maradjon. Járulékos hasznonként ezzel sikerült minimalizálni az űrhajós izzadását is, amely a légzésnél már említett páraképződéshez is hozzájárult. A csövezés esetleges megtörését és az áramlás káros lassulását, vagy akár elakadását az aláöltözet szövésével – illetve annak,hogy a csövezést gondosan beleszőtték a pamutszövetbe – oldották meg.
Mind a gázáramlás, mind pedig a hűtővíz áramlás csatlakozását különleges csatlakozókkal és csövezéssel oldották meg, azaz a hátizsák és a ruha fizikailag teljesen elkülönült egymástól és leválasztható, majd újra csatlakoztatható volt cső összeköttetéseken keresztül. 
A PLSS harmadik fő funkciója a kommunikáció volt. Ez ügyben meg kellett oldani a két űrhajós egymás közti kommunikációját, illetve mindkettejük kapcsolattartását a Földdel, valamint a szintén az űrruhában használt biomed szenzor rendszer (a testfunkciók érzékelői) adatainak továbbítását a földi irányítás felé. Erre a célra egy AM és egy FM transzmittert építettek be, amely lehetővé tette a többirányú, többcsatornás kommunikációt. A viszonylag kis adásteljesítmény (500 mW) miatt a hang és az adatcsatorna adását a holdkompon elhelyezett átjátszó fogadta és továbbította a Földre.

#### Űrhajón belüli (CMP) űrruha
- Űrhajón belüli tevékenység űrruha

A három űrhajós közül az egyik, a parancsnoki egység pilótája egy a többiekétől különböző, némileg egyszerűsített szkafandert viselt. A legnagyobb egyszerűsítés az űrruha felépítésében jelentkezett: a parancsnoki egység pilótája egy mindössze három rétegből álló saját ruhát kapott, amelynek a súrlódások elviselésén kívül mindössze a hermetikus zárás volt a fő funkciója. A három réteg nomex és Béta-szövet rétegekből épült fel, amelyek a hermetikusságon kívül tűzállóak is voltak.
- Test-végtag űrruha szerelvény

Az egyszerűsítés fő szempontja is mentén ennél az űrruhánál – mivel semmiféle űrsétára vonatkozó követelmény nem vonatkozott rá, lévén a CMP (Command Module Pilot – a parancsnoki egység pilótája) nem kapott űrhajón kívüli feladatot – kivettek a létfenntartó rendszer szerelvényeinek dizájnjából minden olyan eszközt és felszerelést, amely ezzel a speciális körülmények közti tevékenységgel volt kapcsolatos. Így például a parancsnoki pilóta űrruháján csak egy készlet gázkonnektor volt a kettő helyett, mivel vészhelyzet esetén nem kellett megosztani az oxigénellátást a társakkal. Ugyanilyen megfontolásból nem volt a ruhán hűtővíz csatlakozás sem, mivel az űrhajó sokkal kontrolláltabb belső hőmérséklet viszonyai között nem volt szükség olyan bonyolult és hatékony testhőmérséklet szabályozásra, mint a holdfelszínre lépők ruháiban, az akkumulálódó testhőt pedig az oxigén áramoltatásával is ki lehetett szellőztetni a ruhából. Emellett nem volt a ruhában sem nyomásleengedő szelep, sem pedig köldökzsinór csatlakozó, amelyet a holdkompban használtak. Végül a mozgás megkönnyítését szolgáló karokon levő csapágyazást is elhagyták, amely lehetővé tette a könyöknél a kar teljes körbe forgatását, mivel az a holdi műveleteknél (mintavételeknél, műszerek felállításánál, zászlótűzésnél, stb.) volt szempont a parancsnoki egységen belüli mozgásnál nem volt jelentősége.
- Állandó viselésű öltözet

A parancsnoki egység pilótája az űrruha legalsó rétegeként egy egyszerű pamutvászon kezeslábast, ún. állandó viselésű öltözetet (Constant Wear Garment – CWG) viselt a másik két űrhajós vízhűtéses aláöltözete helyett. A ruha hűtését ez esetben az űrhajó létfenntartó rendszeréből származó, ahhoz köldökzsinórral kapcsolódó oxigén betáplálás és keringetés biztosította. Egyébként, amikor a másik két űrhajós éppen nem holdfelszíni tevékenységre készült ők is ugyanezt a ruhát viselték a vízhűtéses aláöltözet helyett.

#### Specifikáció (Apollo–7-14 EMU)
- Név: Űrhajón kívüli tevékenység mobilitási egység (EMU – Extravehicular Mobility Unit) A7L[7]
- Felhasználás: Apollo–7 és –14 között (8 repülésen, ebből 3 Holdra szálláson)[7]
- Funkciója: űrhajón belüli tevékenység, az űrben végzett árséták és a holdfelszínen végzett holdséták[7]
- Belső nyomás: 25,5 kPa[7]
- Űrhajón belüli változat tömege: 28,1 kg[7]
- Űrhajón kívüli változat tömege: 34,5 kg[7]
- Teljes tömeg PLSS-sel, feltöltött állapotban: 91 kg[7]
- Létfenntartás időtartama: 6 óra[7]
- Tartalék időtartam: 30 perc[7]

### A7LB (Apollo–15, –17)
A NASA 1971-ben áttért a H-típusú repülésekről a J-típusú repülésekre az Apollo-programban. Ezt az aktust a holdprogram átszervezése hozta el: Nixon elnök a holdprogram óriási költségei és persze az ellentételezésként kapott egyre kisebb politikai érték, illetve a párhuzamosan futó vietnámi háború szintén óriási költségei miatt megkurtította a programot. Ez előre hozta a program befejezését, illetve annak második fázisára tervezett holdjárós expedíciókat. A holdjáró alkalmazása, valamint a három holdsétára meghosszabbított, időtartamában pedig kis híján megduplázódott űrséták új követelményeket támasztottak az űrruhával szemben. A ruhának még rugalmasabbnak kellett lennie – elsősorban meg kellett engednie az űrhajósnak, hogy az leülhessen a holdautó ülésébe, a PLSS-nek pedig a korábbiaknál jóval nagyobb ellátmányt kellett biztosítania a meghosszabbodott holdfelszínen töltött időtartamok leküzdéséhez. Az új követelményeknek megfelelő, kissé átalakított űrruha új típusjelzést is kapott a NASA rendszerében: Apollo A7LB.

#### Űrhajón kívüli tevékenység EMU

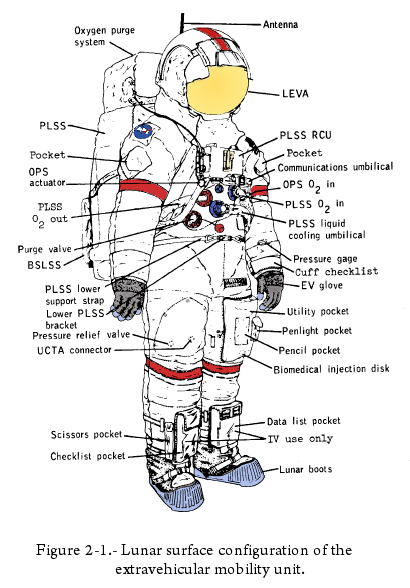
Az A7LB űrruha ábrája a holdfelszíni konfigurációról

Az A7LB űrruha kifejlesztésének célja a J-típusú repülések kiszolgálása volt, amelyen egyrészt már három, egyenként 7-7 órás EVA lett a célkitűzés a Holdra szállt űrhajósok számára és talán legfontosabb változásként, a holdjáró igénybe vétele. Az ILC, a korábbi változat, az A7L gyártója egy új típusnév – A9L – név alatt futtatta a fejlesztési programját, amely aztán a NASA keresztségében kapta az A7LB jelölést. Ennek a változatnak a fő újdonsága a még nagyobb rugalmasság és azon képesség volt, hogy le lehetett ülni benne, mert eléggé hajlékony lett ehhez, míg a korábbi változat ezt nem engedte volna meg. Ennek érdekében a tervezők egy új derék kapcsolódási pontot építettek be, míg a nyaki csatlakozást is átépítették, hogy az ülő testhelyzetben, más fejtartás mellett is nagyobb látómezeje legyen a viselő űrhajósnak az LRV vezetése közben.
Az ülő testhelyzet miatt a mellkasi-hasi csatlakozókat is át kellett szervezni kissé és a két párhuzamos hármas függőleges sor helyett két háromszöget formázott a csatlakozók új elhelyezése, valamint a függőlegesen fentről lefelé futó cipzárt is felülvizsgálták és áthelyezték. A cipzár egyébként egy kicsit félrevezető volt, mert inkább cipzár-rendszerről beszélünk, mivel két egymás felett elhelyezett villámzárról beszélünk. Ezek egyike – az űrhajós testéhez viszonyítva belül elhelyezett, gumifogakból állt, amely a légzárást biztosította. A felső, kívülről is láthatóan elhelyezett zár egy hagyományos fémnyelvekből és kocsiból álló változat volt, amely a mechanikai stabil zárást biztosította. Az A7LB-nél a háton végigfutó cipzárt felváltotta két, jobb oldalon, a derékcsatlakozó felett végződő cipzár. A két cipzár nyitásához egy kapcsot is oldani kellett, amelyet a két cipzárat egymáshoz kötötte.
Szintén újítás volt, hogy a hosszabb holdséták miatt némi étkezést és ivást is lehetővé kellett tenni. Ehhez a ruha sisakgyűrűje alá két zsebet szerkesztettek, amelyekbe kis energia szeleteket tettek, amelyeket az űrhajósok megehettek, míg a nyak köré, gallérszerűen tömlő került, amelyből a szájnál végződő csőből ihatott is az űrhajós.

#### Hordozható életfenntartó rendszer PLSS
A hosszabb időtartamú holdfelszínen tartózkodás nagyobb igényt támasztott a hátizsákokban hordozott oxigén, lítium hidroxid, hűtővíz és az egész rendszert működtető, akkumulátorokból nyert áram mennyisége iránt. Ennek a megvalósítása technikai, vagy rendszerbeli problémákba nem ütközött, csak meg kellett növelni a kívánt ellátmány tárolására szolgáló eszközöket, ám a NASA azt a követelményt támasztotta, hogy a hátizsák űrtartalma, ezáltal külső méretei nem változhatnak. Végül ez nem bizonyult betartható kritériumnak, így az árhivatal végül belement, hogy a hátizsák egyik oldalán egy kisebb kitüremkedés jelenjen meg, amely alatt egy víz póttartály húzódott meg. Érdekesség, hogy annak érdekében, hogy minél nagyobb tömegű holdkőzet mintát legyenek képesek az űrhajósok hazahozni a nagyon szigorú tömeglimitek között, az összes PLSS-t az Apollo–11, –12, –14, –15, –16 és –17 esetében az utolsó holdséta végeztével hulladékként kidobták a holdfelszínre és azok ott maradtak a leszállóhelyeken.

#### A parancsnoki modul pilótájának űrruhája
A gazdasági kihívások – elsősorban a vietnámi háború és magának az Apollo-programnak a költségei – jelentős költségvetési visszafogásokra késztették a kormányzatot a NASA pénzügyi forrásai tekintetében. Ennek egyik folyománya volt, hogy a parancsnoki egység pilótájának új űrruháját törölték a tervek közül, így az inkább egy átalakított, egyszerűsített A7L ruhát kapott az előző sorozatból. Ennél a változatnál egyszerűen elhagyták a vízhűtéshez szükséges ruha elemeket, mivel a CMP sosem viselte a hátizsákot.
A feladatok változásai is gerjesztette a ruha változtatása iránti igényt. A J típusú repüléseknél beterveztek egy holdközi térségben végrehajtott, ún. mélyűri űrsétát, amely feladatot a parancsnoki pilótája kapta meg. Ennek során a műszaki egységben elhelyezett SIM műszerrekeszből kellett az űrhajó belsejébe behozni a Hold körül keringve készített képfelvételek képkazettáját. Ehhez a feladathoz a parancsnoki modul pilótája egy ötkonnektoros A7LB-t kapott, amely a régi A7L fentiekben említett átalakított változata volt úgy, hogy a hűtővíz csatlakozót hagyták el, mivel az űrsétát az űrhajó rendszereire kötött köldökzsinórral oldották meg (ahogy azt régebben tették a Gemini EVA-k esetén is). A ruhában mindössze egy oxigén tisztító rendszert (Oxigen Purge System – OPS) használtak, azt is csak vésztartalékként a köldökzsinór meghibásodása esetére. Ezen felül a CMP a parancsnok vörös csíkos sisakellenzőjét viselte, miközben a holdkomppilóta egy ún. felállva végzett EVA-t hajtott végre (azaz csak az űrhajó ajtajában, derékig kiemelkedve figyelte társa tevékenységét), hogy segédkezhessen a köldökzsinór igazításában. Ilyenkor ő is az űrhajó rendszereire kapcsolódott hátizsák helyett.

#### Specifikáció (Apollo–15-17 EMU)
- Név: Űrhajón kívüli tevékenység mobilitási egység (EMU – Extravehicular Mobility Unit) A7LB[7]
- Gyártó: ILC Dover (Nyomásbiztos ruha) Hamilton Standard (Hordozható életfenntartó rendszer)[7]
- Expedíció: Apollo–15-17[7]
- Funkciója: űrhajón belüli tevékenység, az űrben végzett űrséták és a holdfelszínen végzett holdséták[7]
- Belső nyomás: 25.5 kPa[7]
- Űrhajón belüli változat tömege: 29.3 kg[7]
- Űrhajón kívüli változat tömege: 35.4 kg[7]
- Teljes tömeg PLSS-sel, feltöltött állapotban: 96.2 kg[7]
- Létfenntartás időtartama: 7 hours (420 perc)[7]
- Tartalék időtartam: 30 perc[7]

### Skylab EMU
Az első amerikai űrállomás program, a Skylab azon a gondolati alapon indult, hogy minél nagyobb részben az Apollo-program fejlesztéseit, hardvereit használva, minél olcsóbban tudjon a NASA egy, a holdprogramtól eltérő célokkal indított űrprogramját megvalósítani. A program eredeti munkaneve – Apollo Application Program (Apollo Haszbosítási Program – is erre utalt. Így kézenfekvő volt, hogy a három repülésre tervezett expedíció sorozat során is minél többet használjanak a Holdra szállások technikájából, ezért teljesen kézenfekvő volt, hogy a Föld körüli pályán keringő űrhajósok is az A7L sorozat űrruháit viseljék. Természetesen az eltérő célok miatt kissé eltérő kialakításra volt szükség. Ennek jegyében – és mivel az űrállomásnál nem terveztek az űreszköztől eltávolodással járó űrsétákat, az űrruha rendszer egyik fontos alap részegységére, a hátizsákra nem volt szükség, helyette köldökzsinóros megoldást választottak. Emellett a ruha teljesen megfelelőnek tűnt, csak a létfenntartó rendszer hiánya miatt kisebb átalakításokat szerette volna a NASA megvalósítani.
A ruha gyártására szóló megbízást – elsősorban költségminimalizálási okokból – az ILC Dover kapta, amely az A7LB alapján készíthetett el egy kis mértékben megváltoztatott űrruhát, míg a köldökzsinóros, Űrhajós életfenntartó szerelvény (Astronaut Life Support Assembly – ALSA) nevet kapott rendszert egy új szereplő, az AiResearch kapta egy rövid versenyeztetést követően. Az így kialakuló űrruha változat a Skylab EMU nevet kapta. A Skylab repüléseknél egyben a NASA áttért – vagy visszatért – arra a filozófiára, hogy a legénység összes tagja egyforma űrruhát viseljen, így nem volt eltérés az egyes szerepeket betöltő, vagy feladatokat ellátó űrhajós ruhája között sem.
Az űrruha legnagyobb újítása a belső légkör és a köldökzsinóros rendszer volt. Az űrállomáson 74% oxigén, 26% nitrogén légkört alkalmaztak és ehhez igazodott az űrruhában fenntartott belső légkör is, szemben a korábbi tiszta oxigénes környezettel. A tervek – és végül a gyakorlat – szerint a Skylab űrhajósok által végzett űrséták főként az állomás naptávcsövével voltak kapcsolatban (a két kivételt a Skylab–2 és a Skylab–3 karbantartási munkái voltak az Orbitális műhelyen – Orbital Workshop (OWS) –), így minden alkalommal elegendő volt a köldökzsinóros rendszer, amely a már említett gázkeverék áramlását, valamint a hűtővíz keringetését oldotta meg. A köldökzsinóros rendszer működéséhez az űrruha a deréktájon kapott egy külső csomagot, ami interfészként szolgált a ruha és a köldökzsinór vezetékei között, valamint extra szolgáltatásként 30 percre elegendő vészhelyzeti oxigénnel tudta önállóan ellátni az űrhajóst a köldökzsinór meghibásodása esetén.
Utolsó eltérésként a sisak említendő a Holdra szállásokon használt verzióhoz képest. A Skylab EMU-nak nem volt része a sisakra szerelhető, hőszigetelt takaró a sisakellenző felett.

#### Specifikáció
- Név: Skylab EMU[7]
- Gyártó: ILC Dover (Nyomásbiztos ruha) AiResearch (Űrhajós létfenntartó szerelvény)[7]
- Expedíció: Skylab–2-4[7]
- Funkciója: űrhajón belüli tevékenység, Föld körüli pályán végzett űrséták[7]
- Belső nyomás: 25.5 kPa[7]
- Űrhajón belüli változat tömege: 29.3 kg[7]
- Űrhajón kívüli változat tömege: 32.7 kg[7]
- Teljes tömeg: 64.9 kg[7]
- Létfenntartás időtartama: az űrjármű biztosította az ALSA-n keresztül[7]
- Tartalék időtartam: 30 perc[7]

### Szojuz-Apollo űrruha
Az Apollo A7L(B) sorozat hattyúdala a Szojuz–Apollo-program volt, ezen az egyetlen repülésen viselték utoljára űrben vezetett repülésen amerikai űrhajósok 1975. július 15. és július 24. között. Az utolsó repülésre a NASA úgy döntött, hogy az űrhajósok viseljék az Apollo A7LB ruha parancsnoki űrhajósnak szánt változatát, szintén egy kissé korszerűsített változatban. Lévén, hogy a repülésen semmiféle űrhajón kívül végzendő feladat nem várt az amerikai űrhajóstrióra, az egyszerűbb verzió is tökéletesen megfelelt. A korszerűsítés abban állt, hogy a J-típusú repüléseken használt űrruhán költségtakarékosságból, valamint súlytakarékosságból elhagyták a nyomásleeresztó szelepet, valamint a használaton kívüli gázcsatlakozókat, illetve lecserélték a külső, fedőréteget egy könnyebb, olcsóbb és ellenállóbb változatra. Továbbá sem az ársétákon használt kesztyű, sem az űrsétákon használt sisakellenző nem volt része az űrruhának.
Külső megjelenésében is volt egy apróbb, bár jelentősnek szánt változás: ezen az űrruhán használták először a NASA 1975-ben bevezetett és 1992-ig használt ún. „kukac” logóját.

#### Specifikáció
- Név: Apollo A7LB Nyomásálló ruha szerelvény[7]
- Gyártó: ILC Dover[7]
- Expedíció: Szojuz-Apollo[7]
- Funkciója: űrhajón belüli tevékenység[7]
- Belső nyomás: 25.5 kPa[7]
- Tömege: 29.3 kg[7]
- Létfenntartás időtartama: az űrjármű biztosította[7]

## Galéria

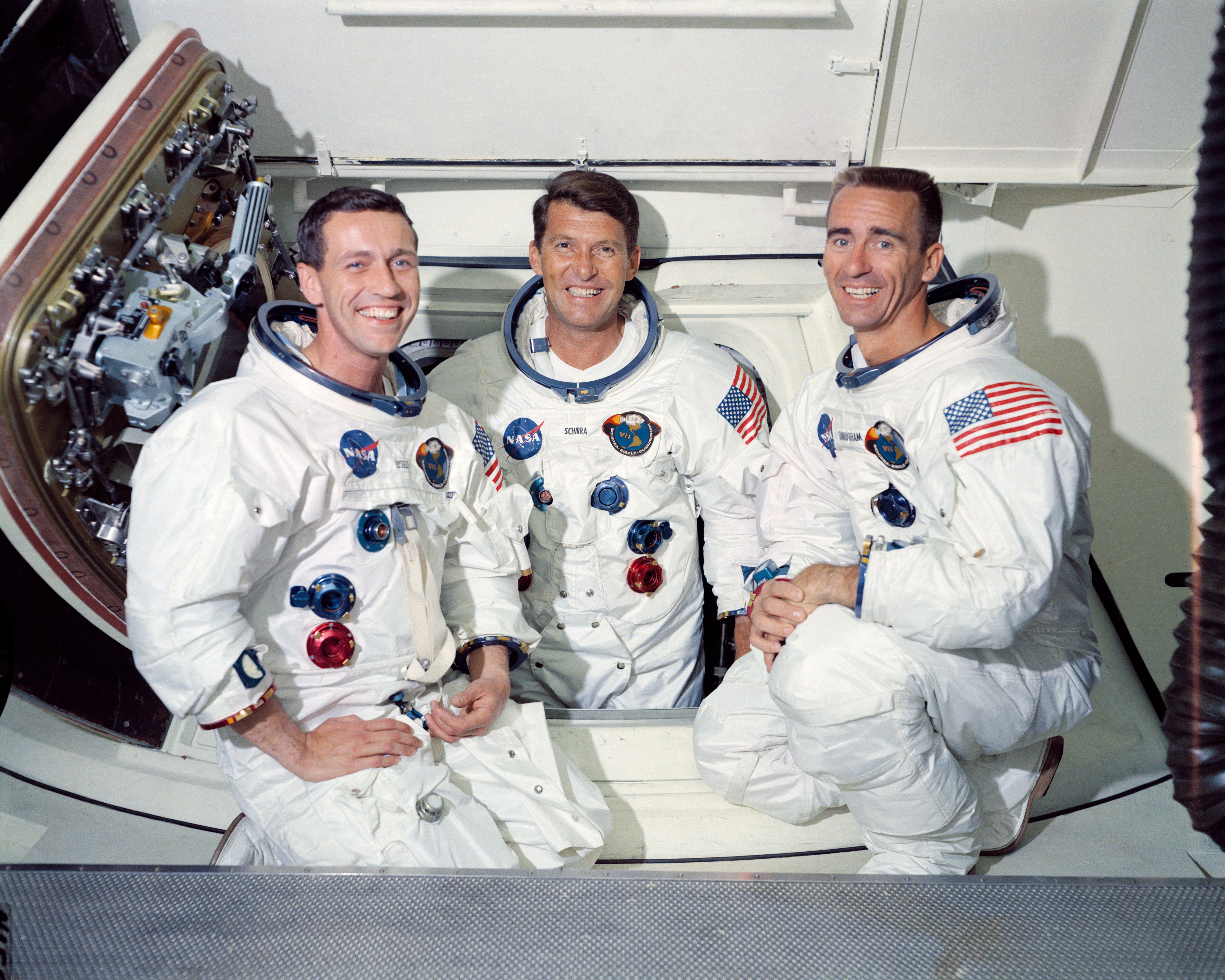
Az Apollo–7 űrhajósai először viselhették a NASA új űrruháját űrrepülésen
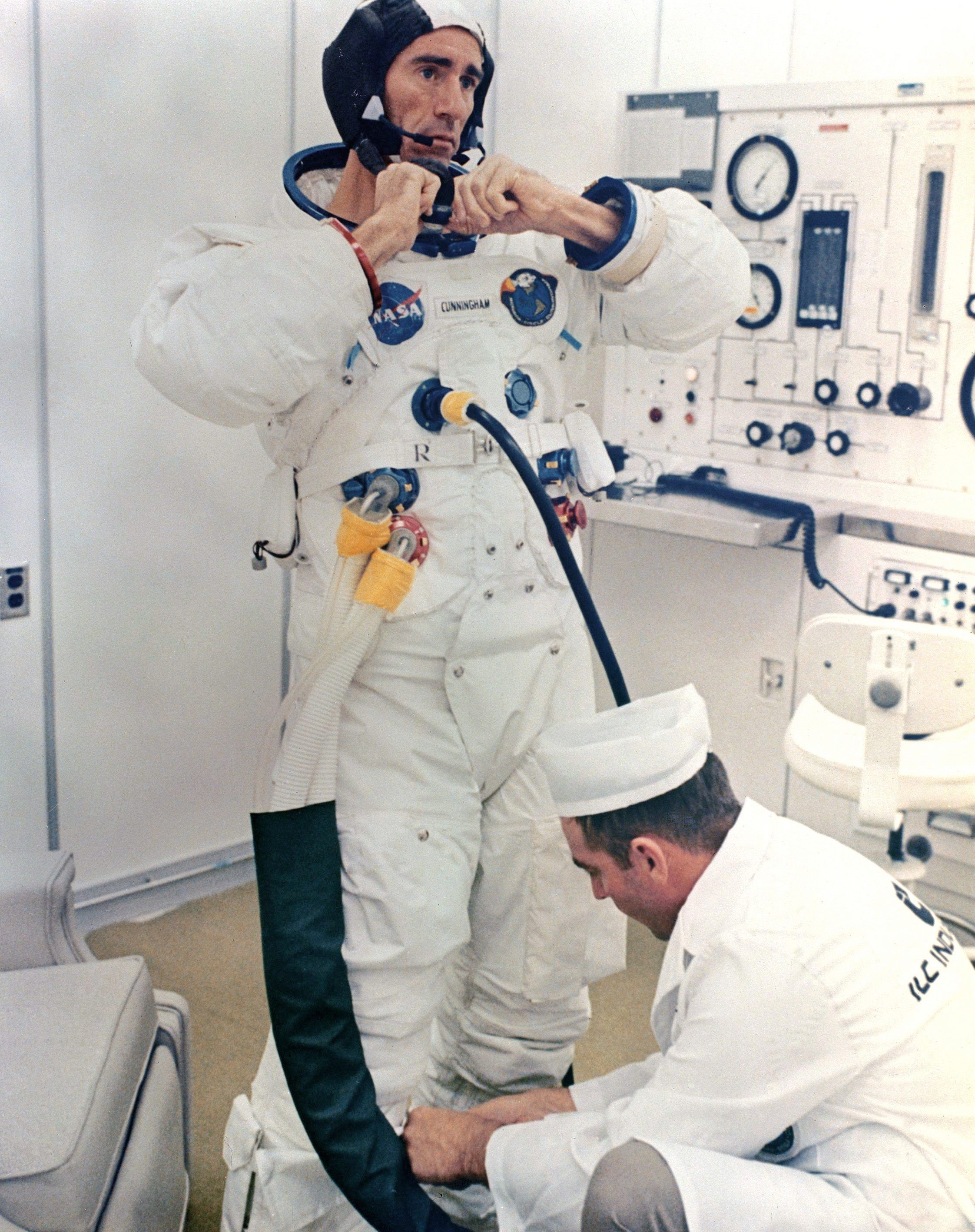
Walt Cunningham beöltözés közben
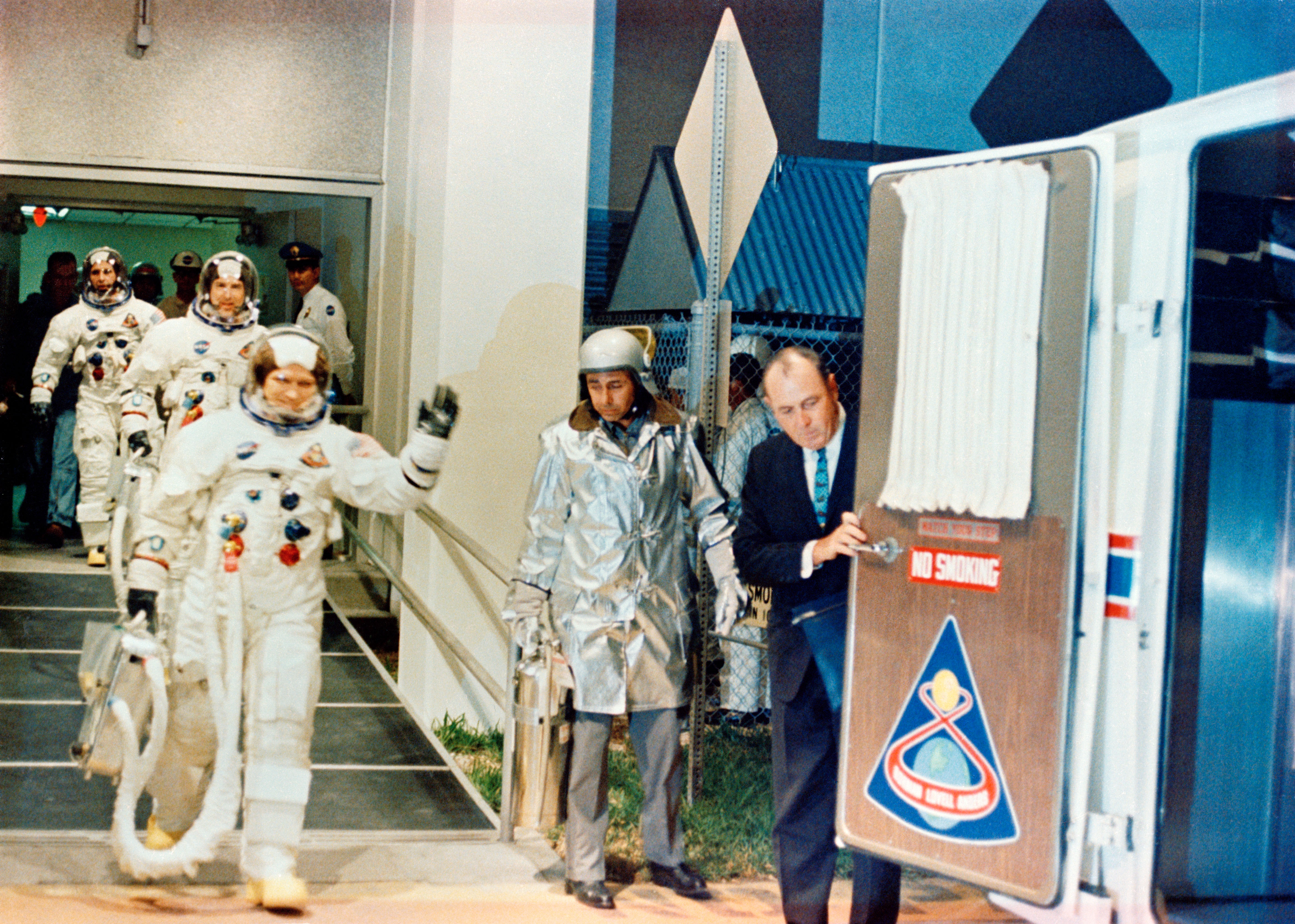
Az első A7L űrruhák, amelyek a Holdnál jártak az Apollo–8 legénységén (apró specialitás a hátizsák helyett kézben hordozott „aktatáska”, amely a hátizsákot helyettesíti a Földön)
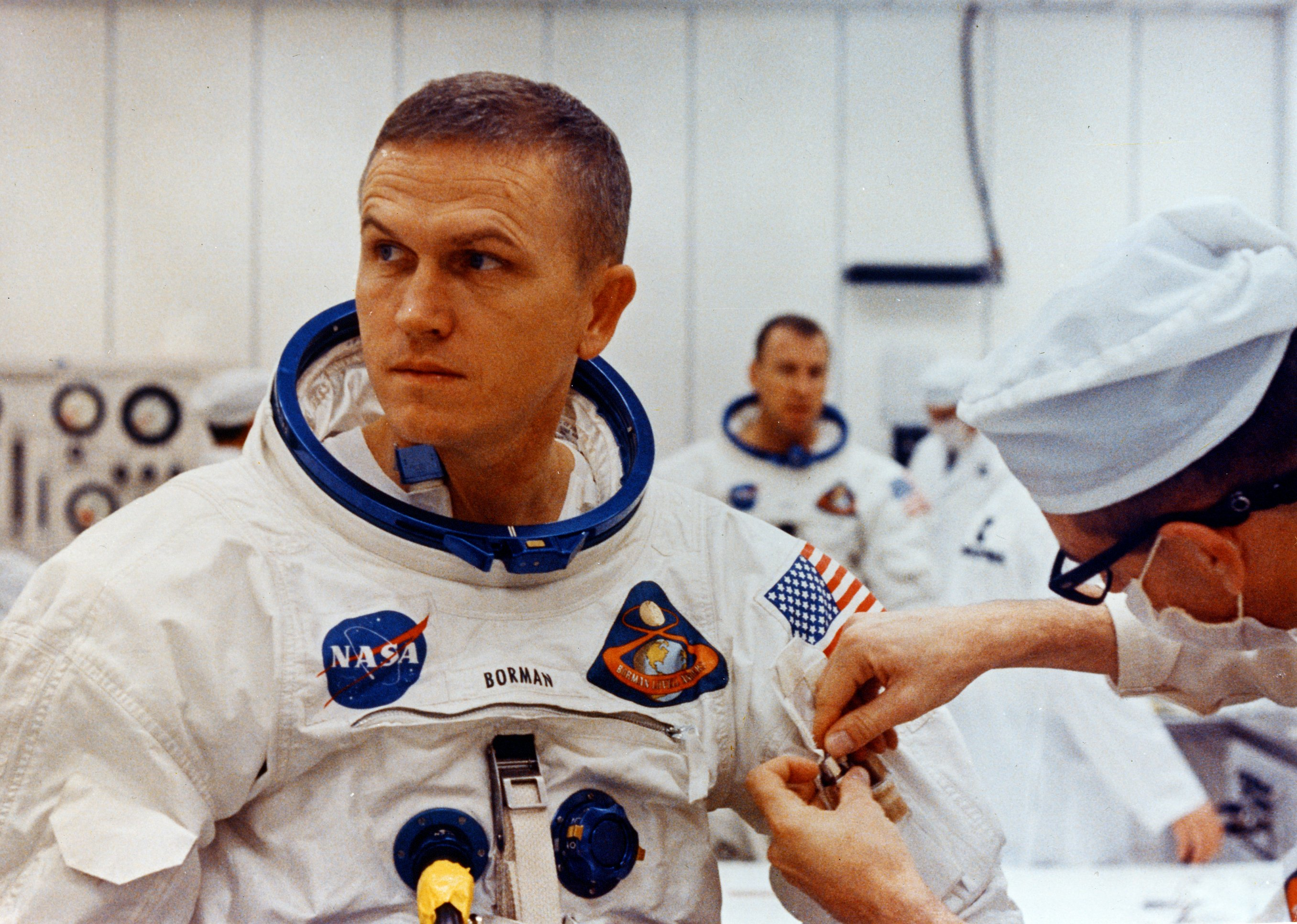
Borman parancsnokot öltöztetik be éppen, a háttérben pedig Lovellel történik ugyanez
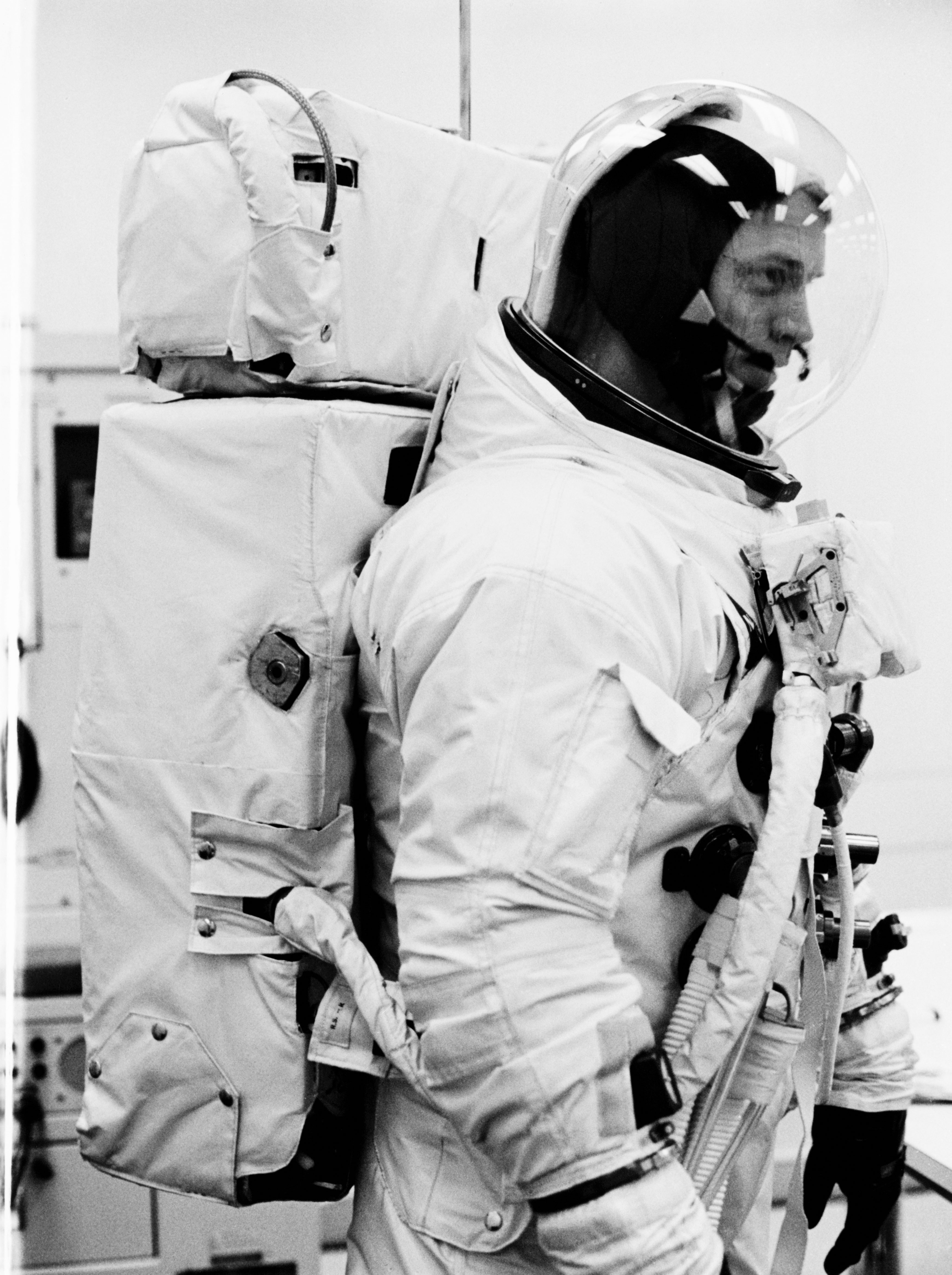
Rusty Schweickart a Földön próbálgatja az új PLSS hátizsákot...
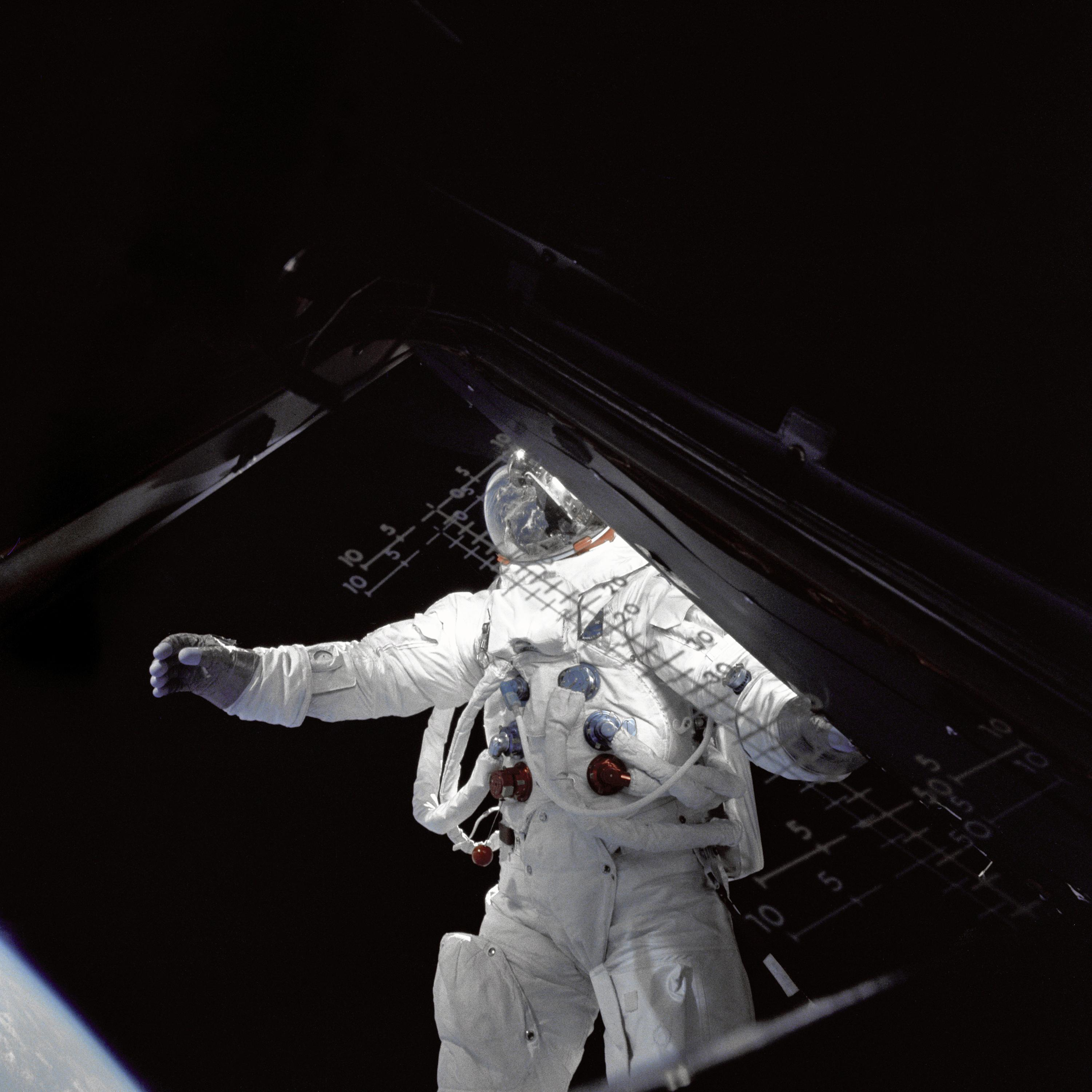
...és ugyanez az űrben, éles helyzetben, az A7L első űrbeli tesztje
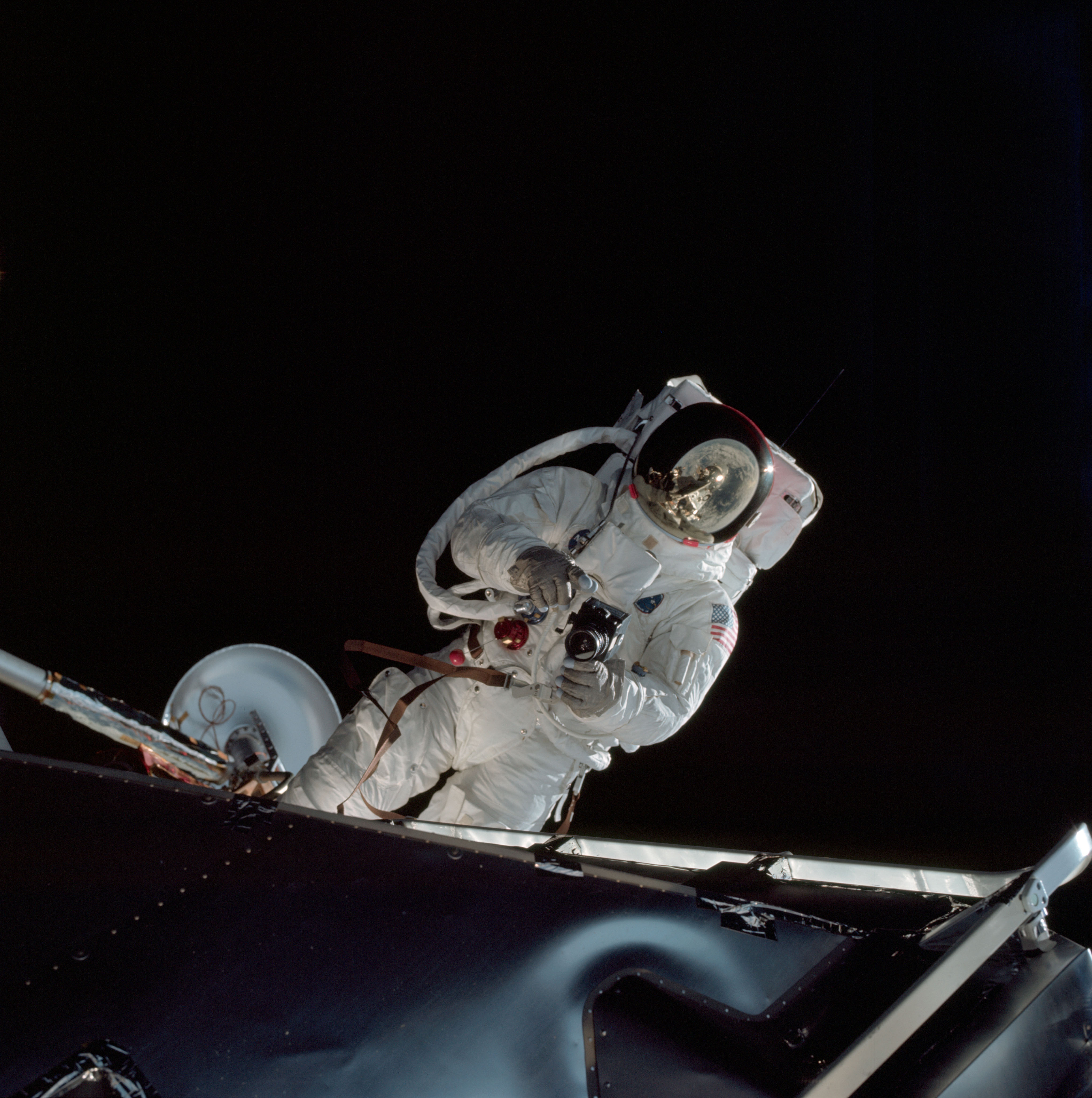
Először az űrben, igaz ez az űrhajósra és az űrruhára is
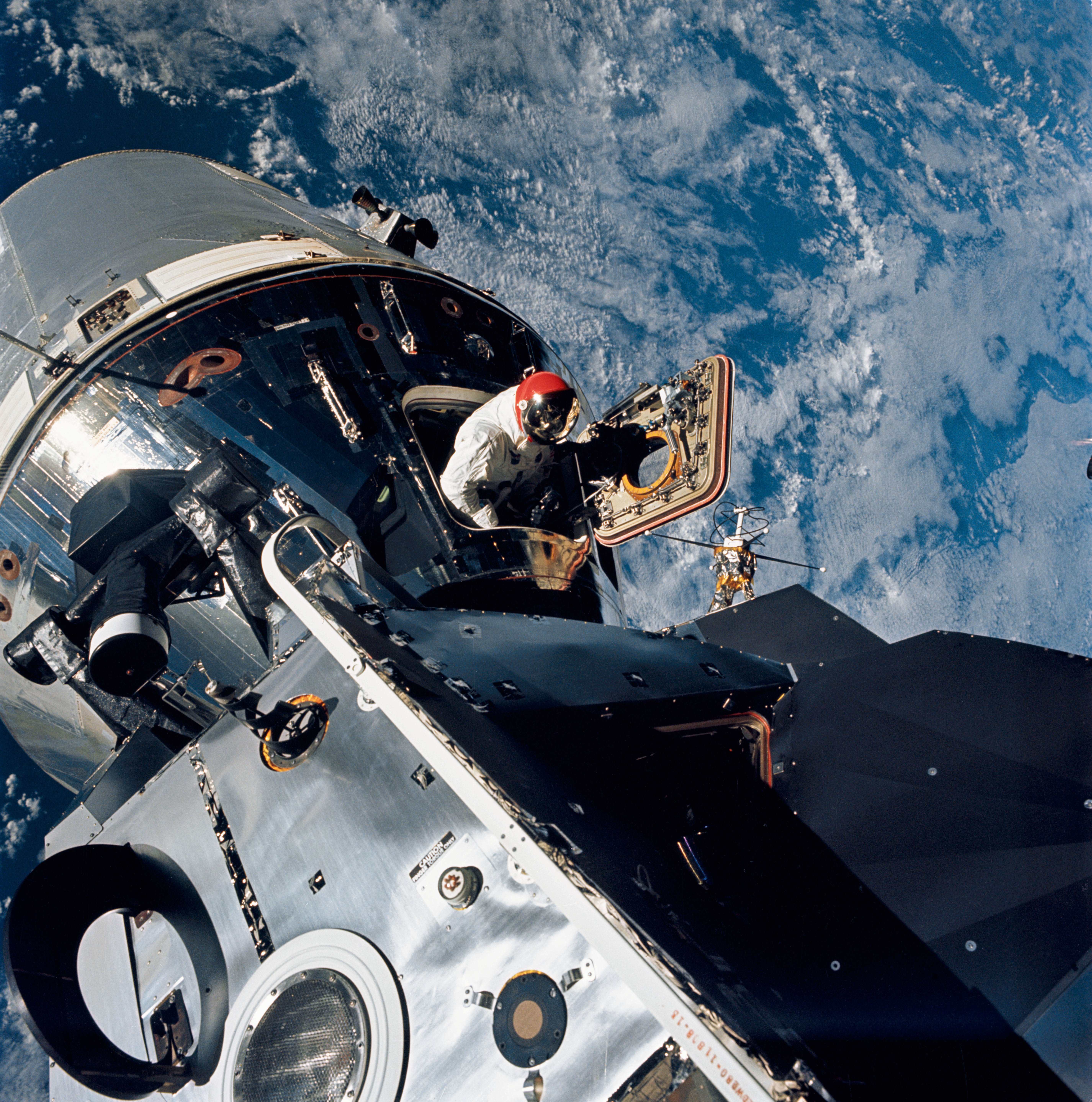
Dave Scott is kipróbálja az árruhát az Apollo–9-en (érdekesség a piros sisakvédő, amely ezen az egyetlen repülésen jelent így meg)
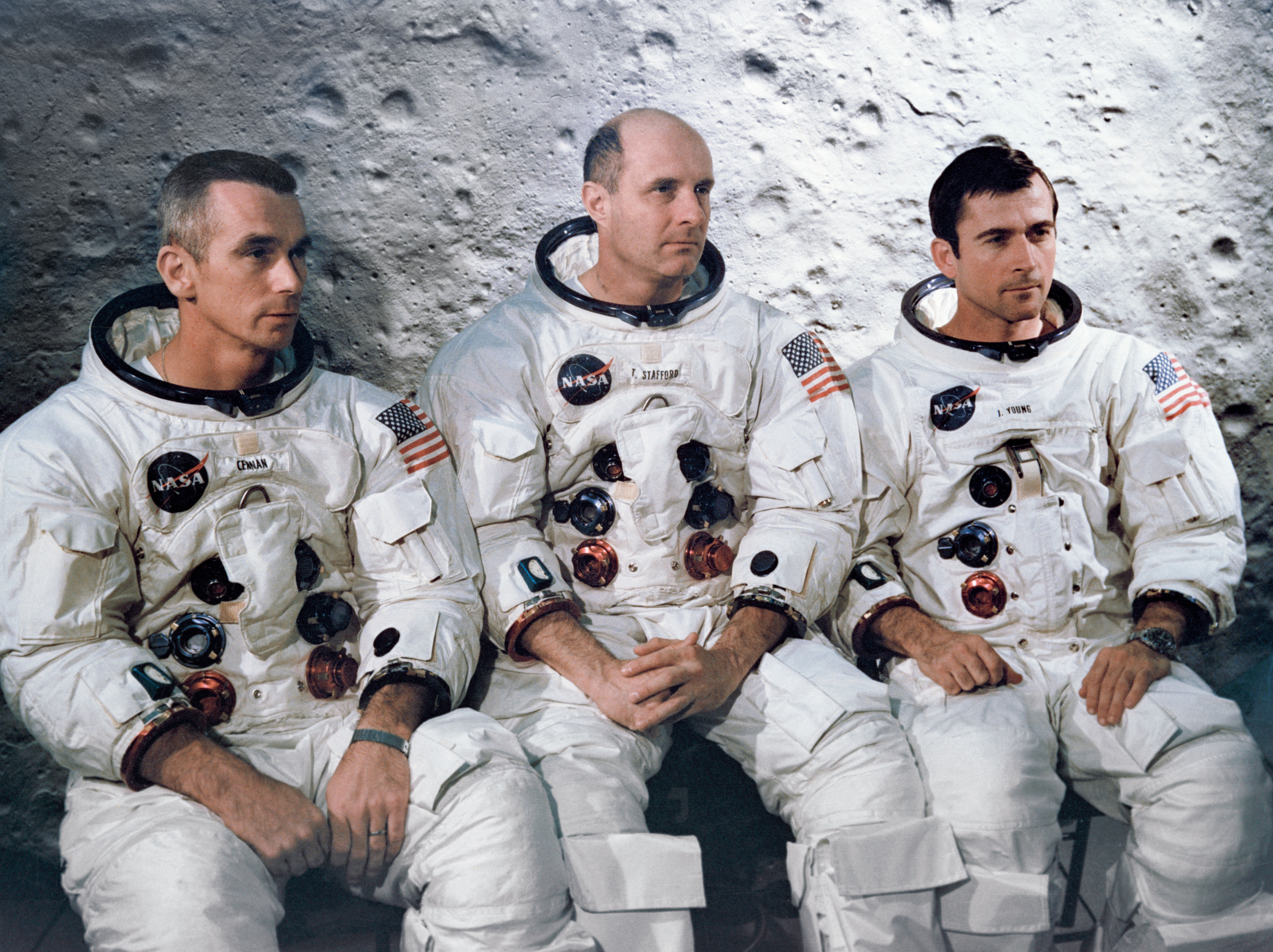
Gene Cernan, Tom Stafford és John Young az Apollo–10 űrruháiban
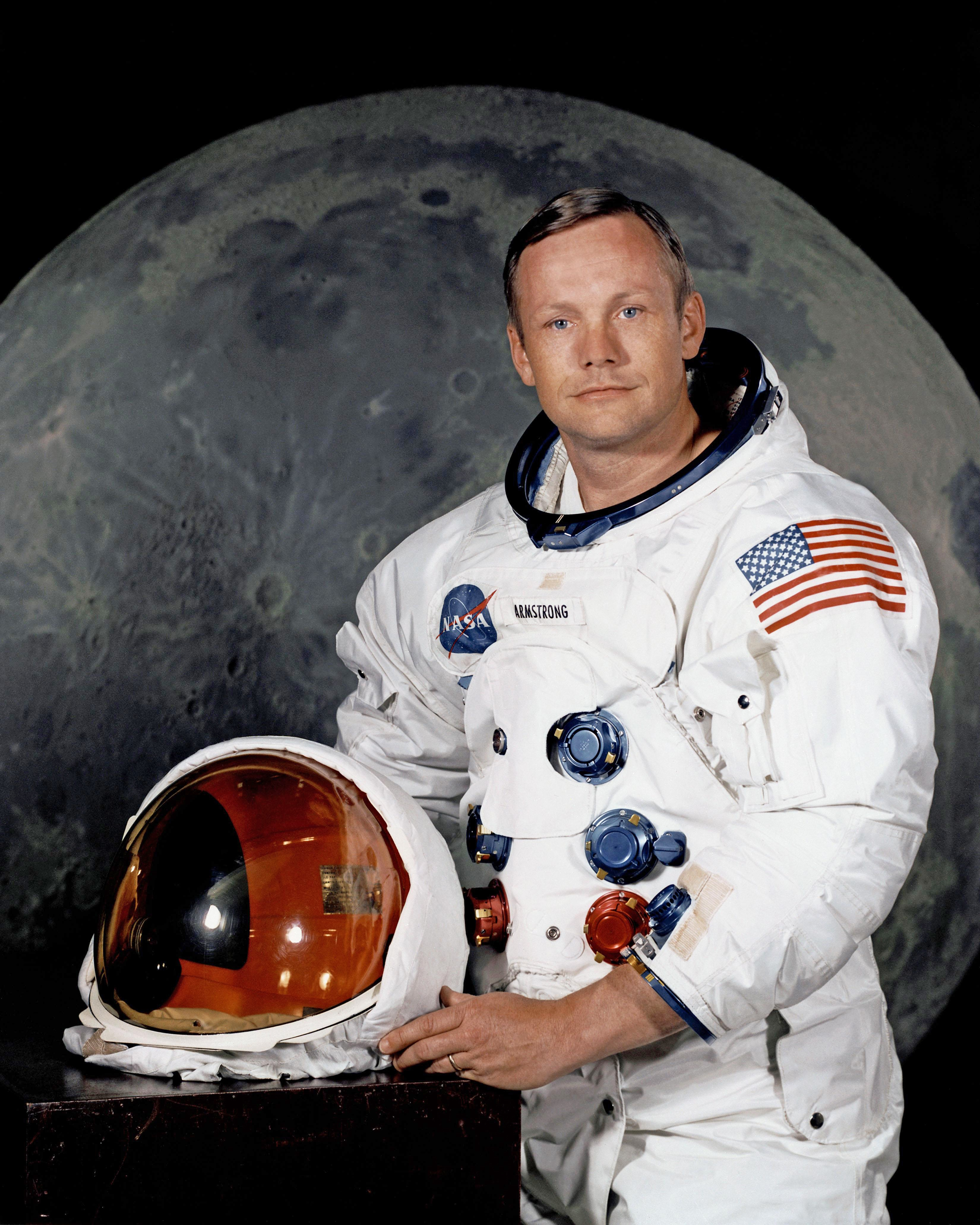
A legtörténelmibb űrruhák I. (Neil Armstrong)
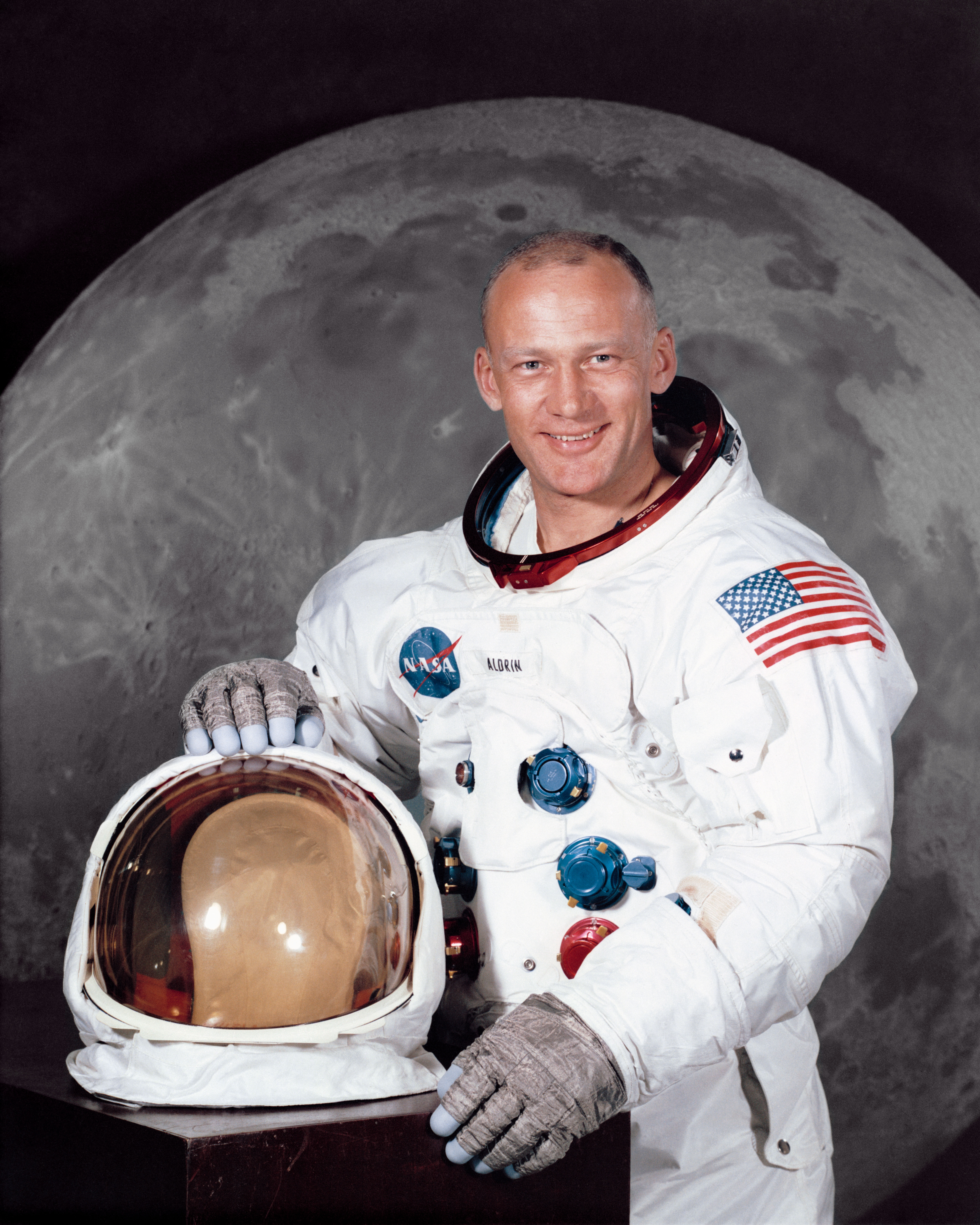
A legtörténelmibb űrruhák II. (Buzz Aldrin)
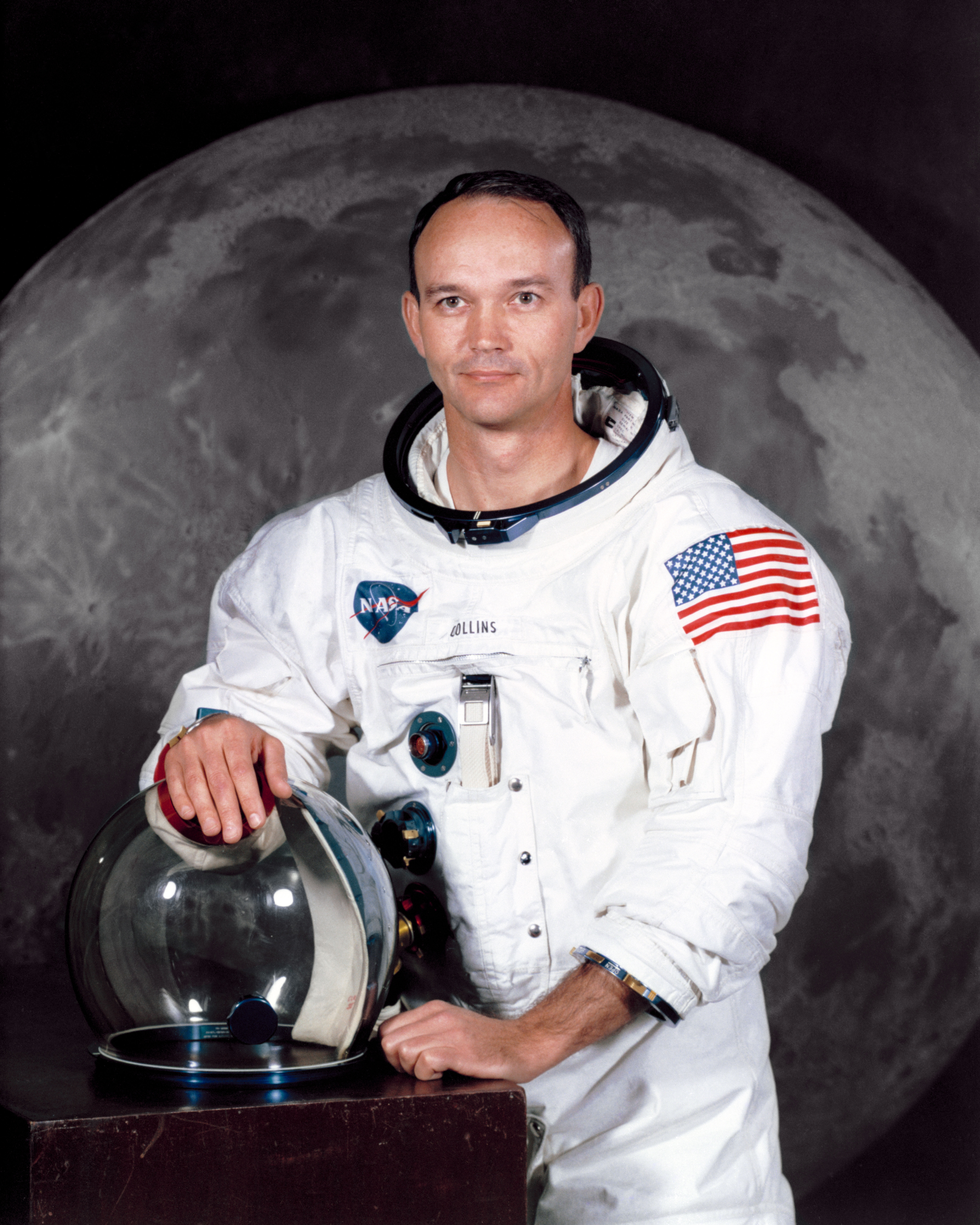
A legtörténelmibb űrruhák (Michael Collins)
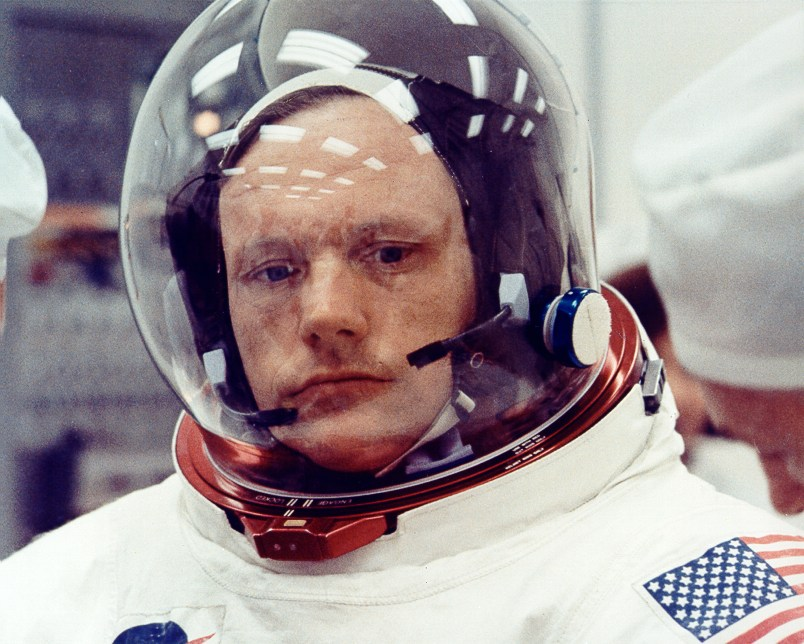
Neil Armstrong az Apollo–11 repüléshez való beöltözés során
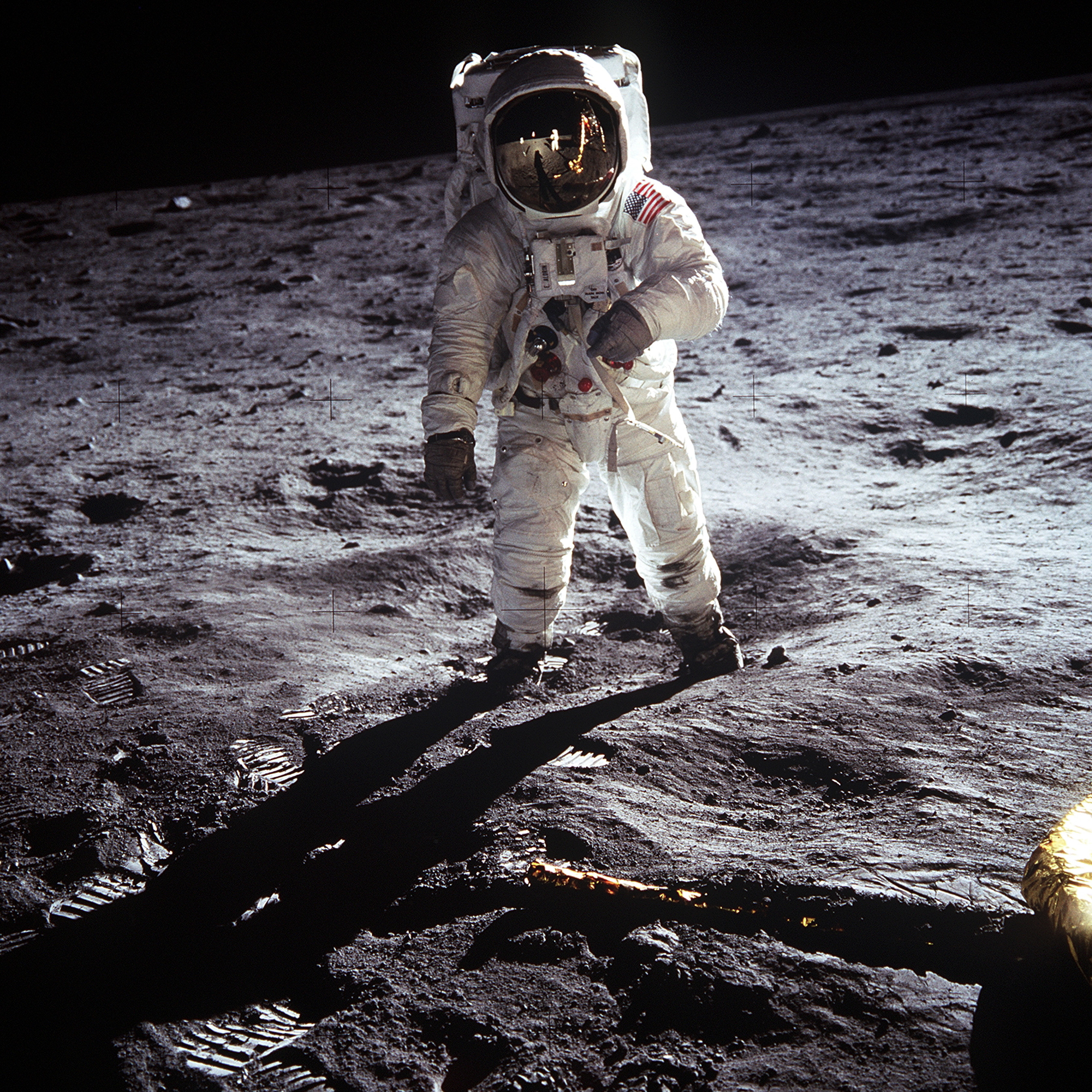
Az A7L először a Holdon
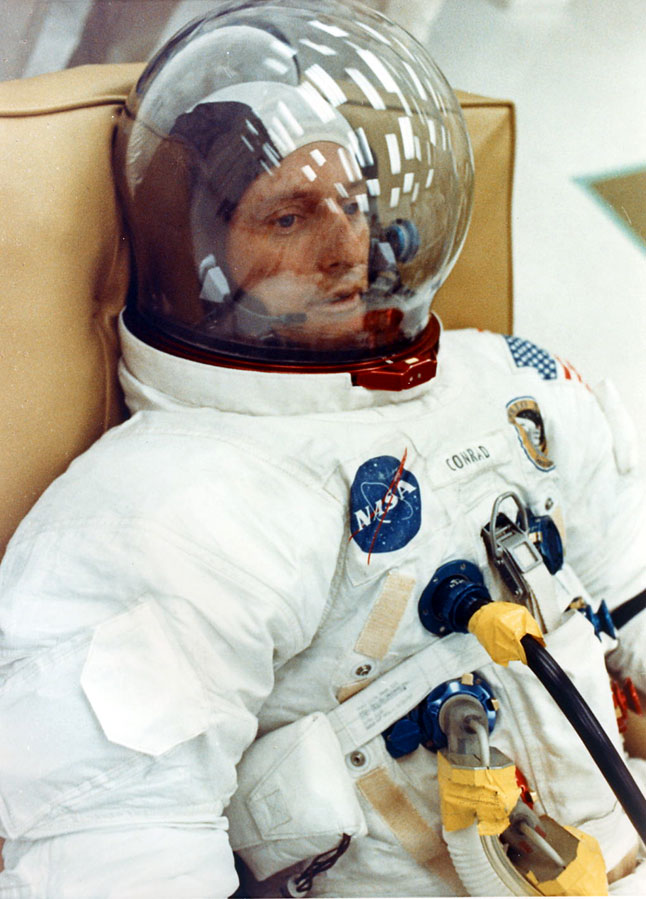
Pete Conrad, az Apollo–12 parancsnoka beöltözés közben
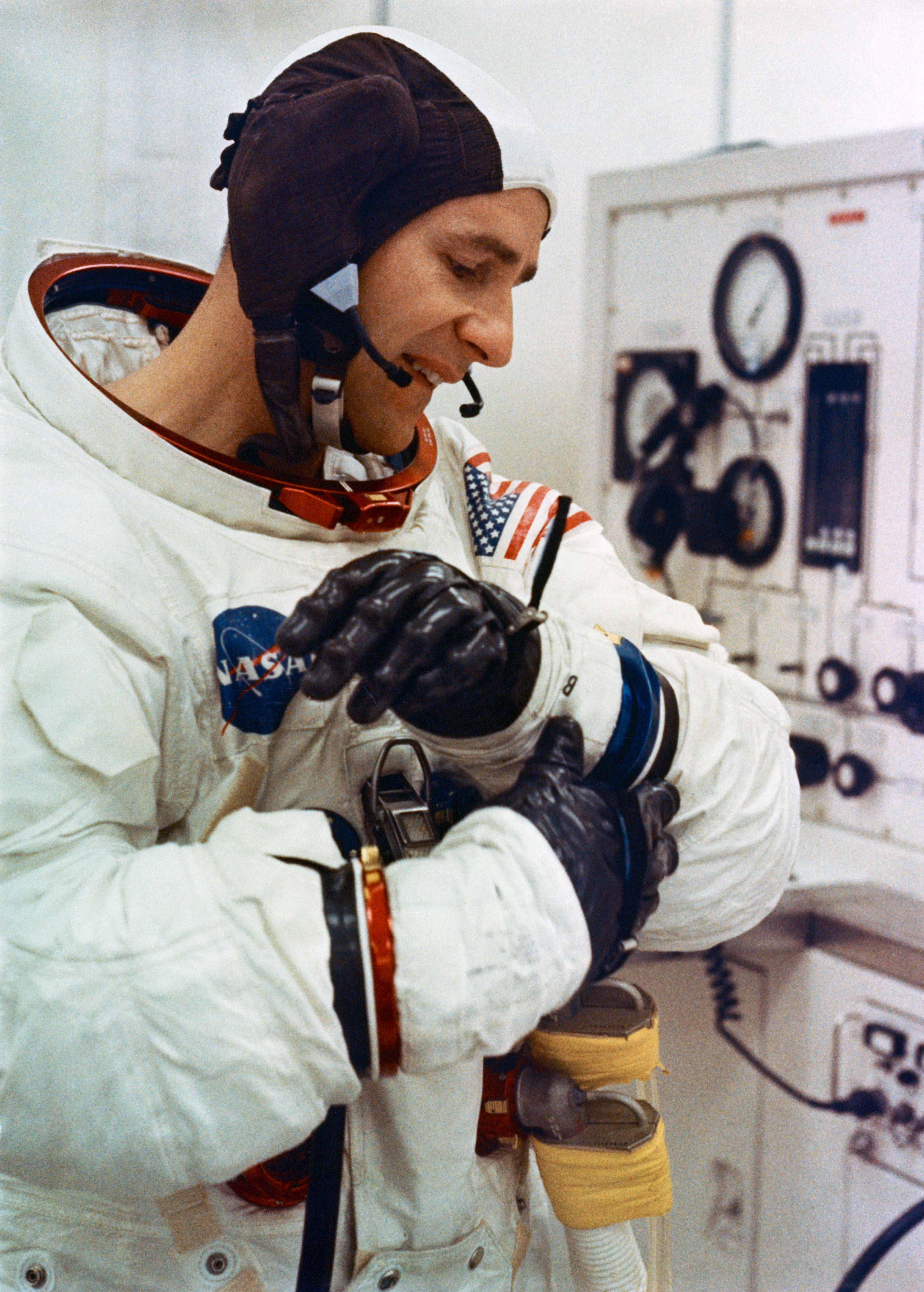
Az Apollo–12 holdkomppilótája, Alan Bean öltözik be az A7L-be
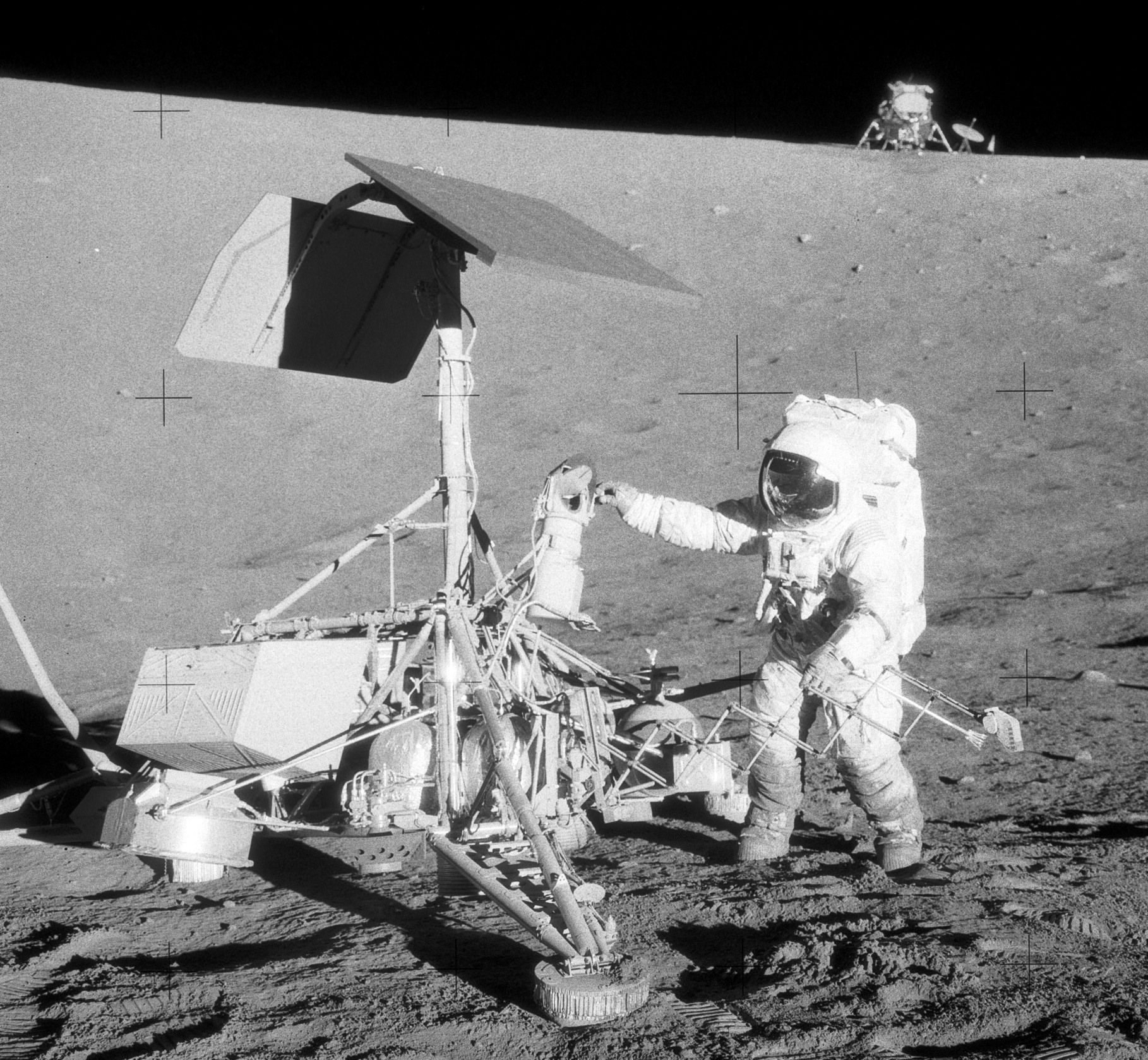
Az Apollo–12 űrhajósai messze eltávolodva a holdkomptól a Surveyor–3-nál, amit nem kis részben az űrruha tesz lehetővé számukra
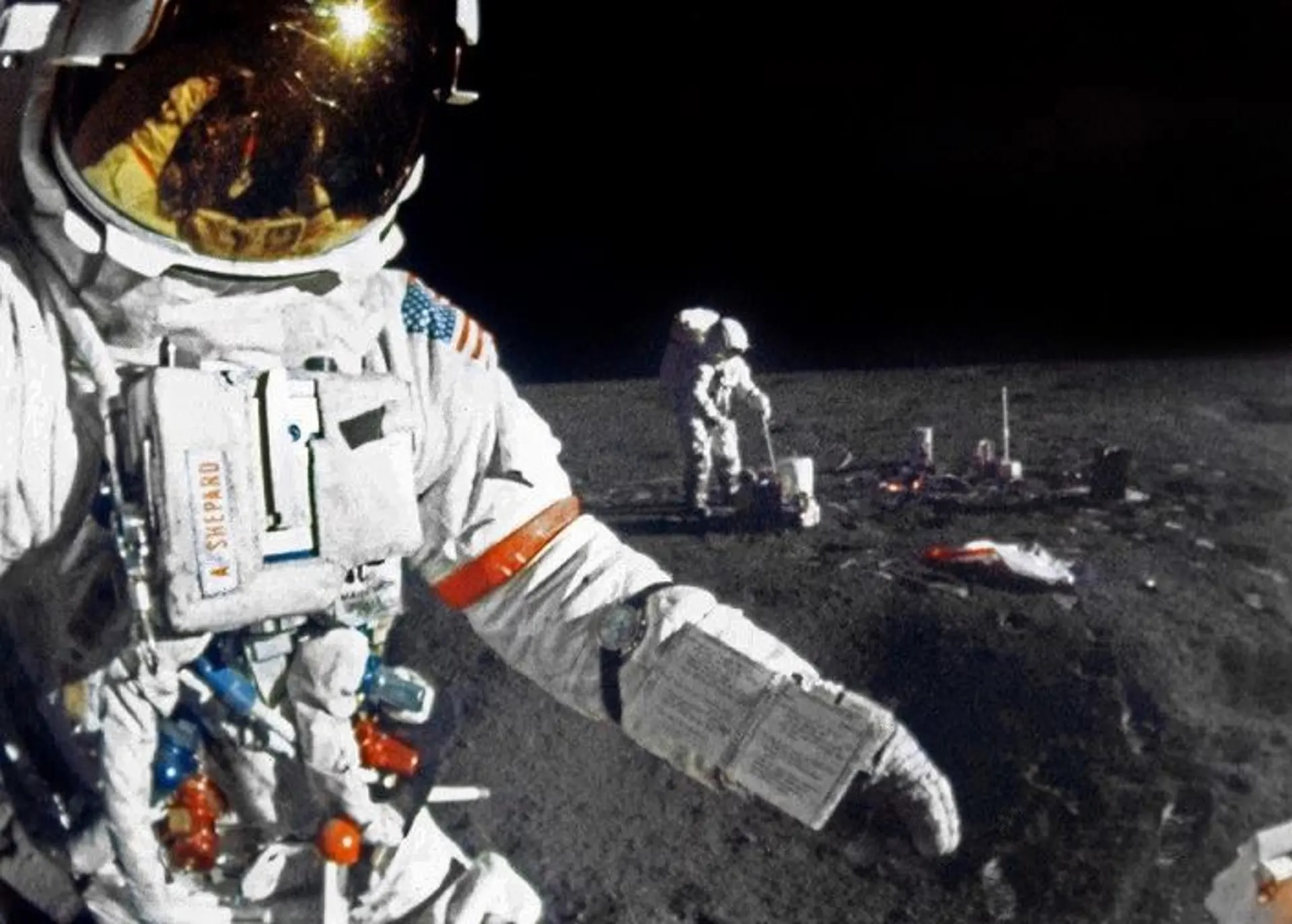
Alan Shepard és Ed Mitchell az ALSEP állomás felállítása közben
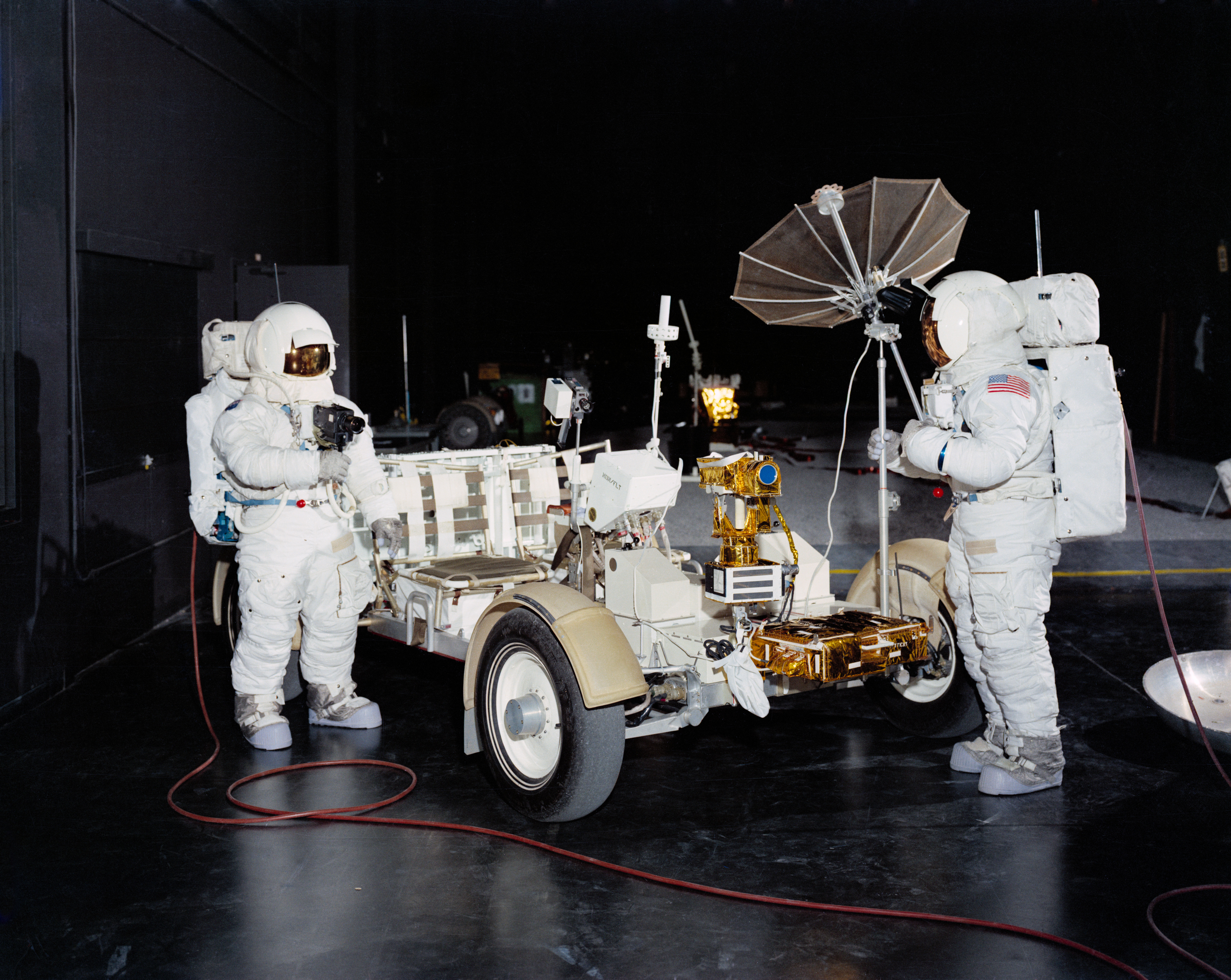
Új űrruhák az Apollo–15-höz, Scott és Irwin gyakorol bennük a Földön
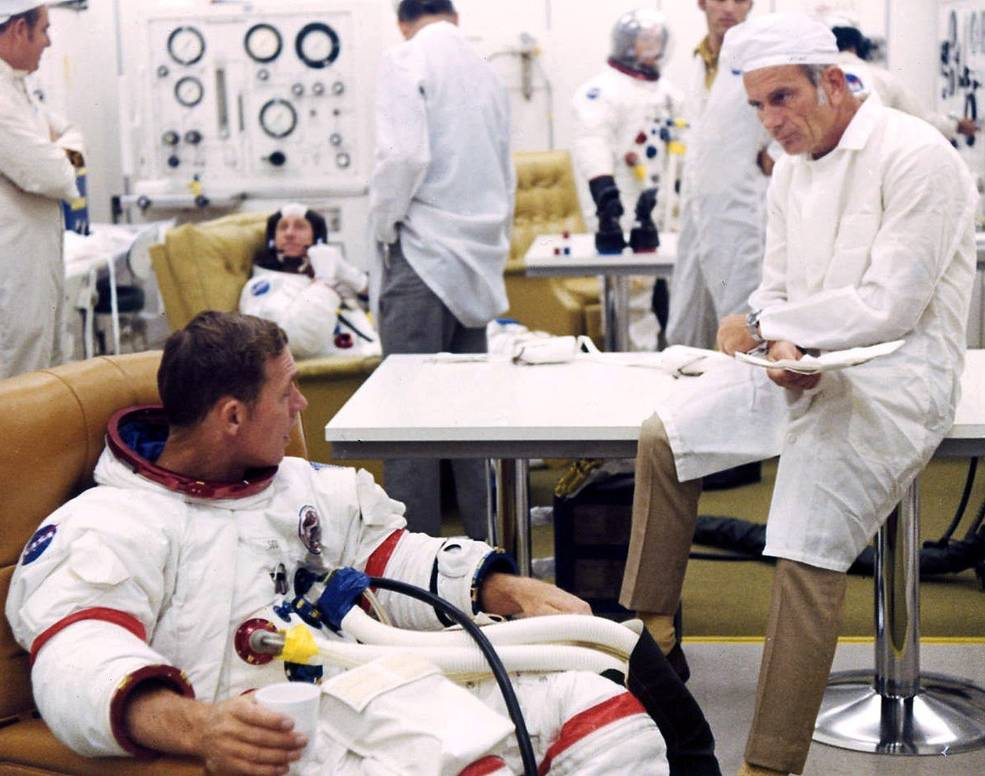
Az Apollo–15 űrhajósai beöltöznek a repüléshez
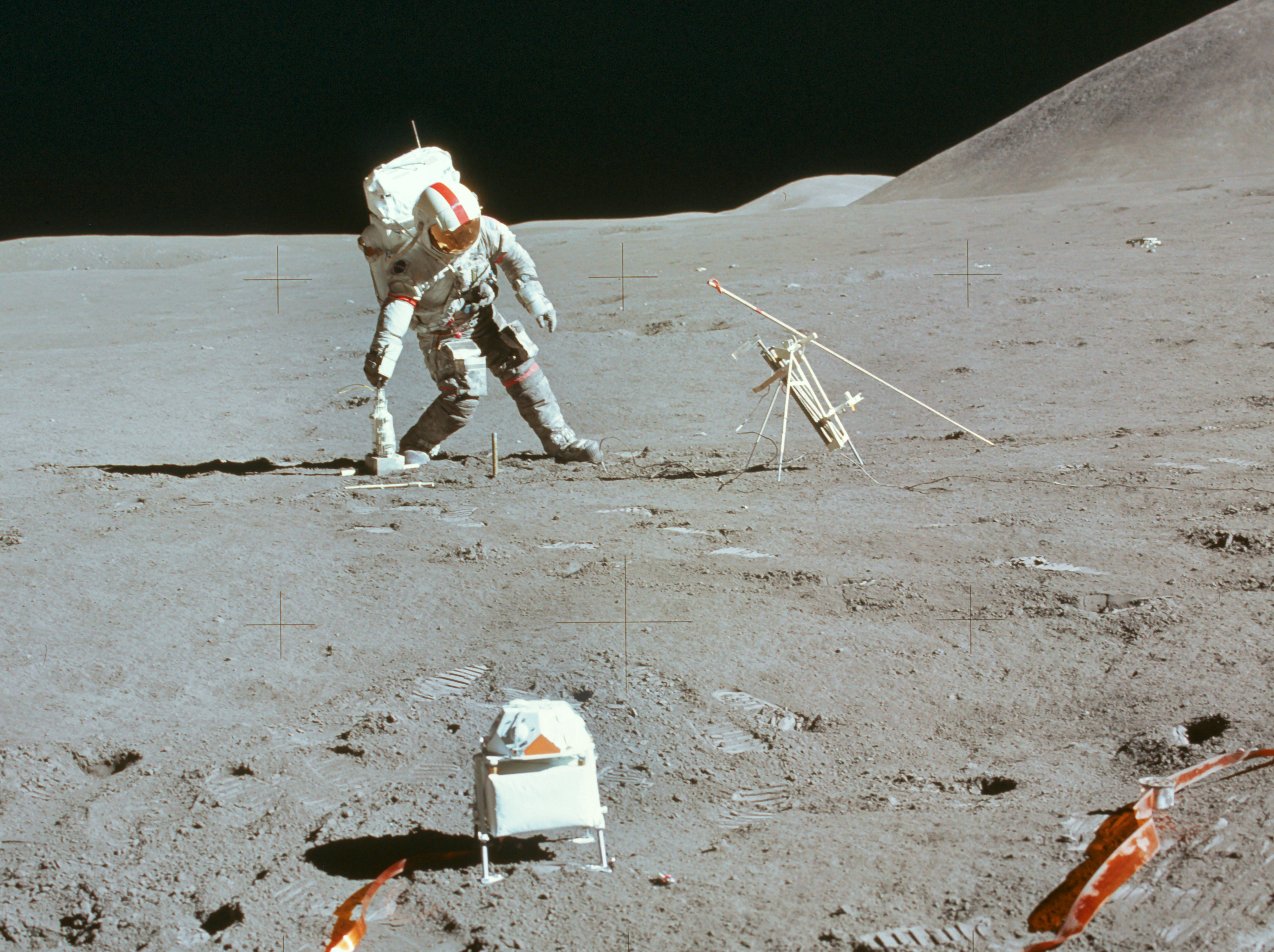
Geológiai munka az A7LB-ben
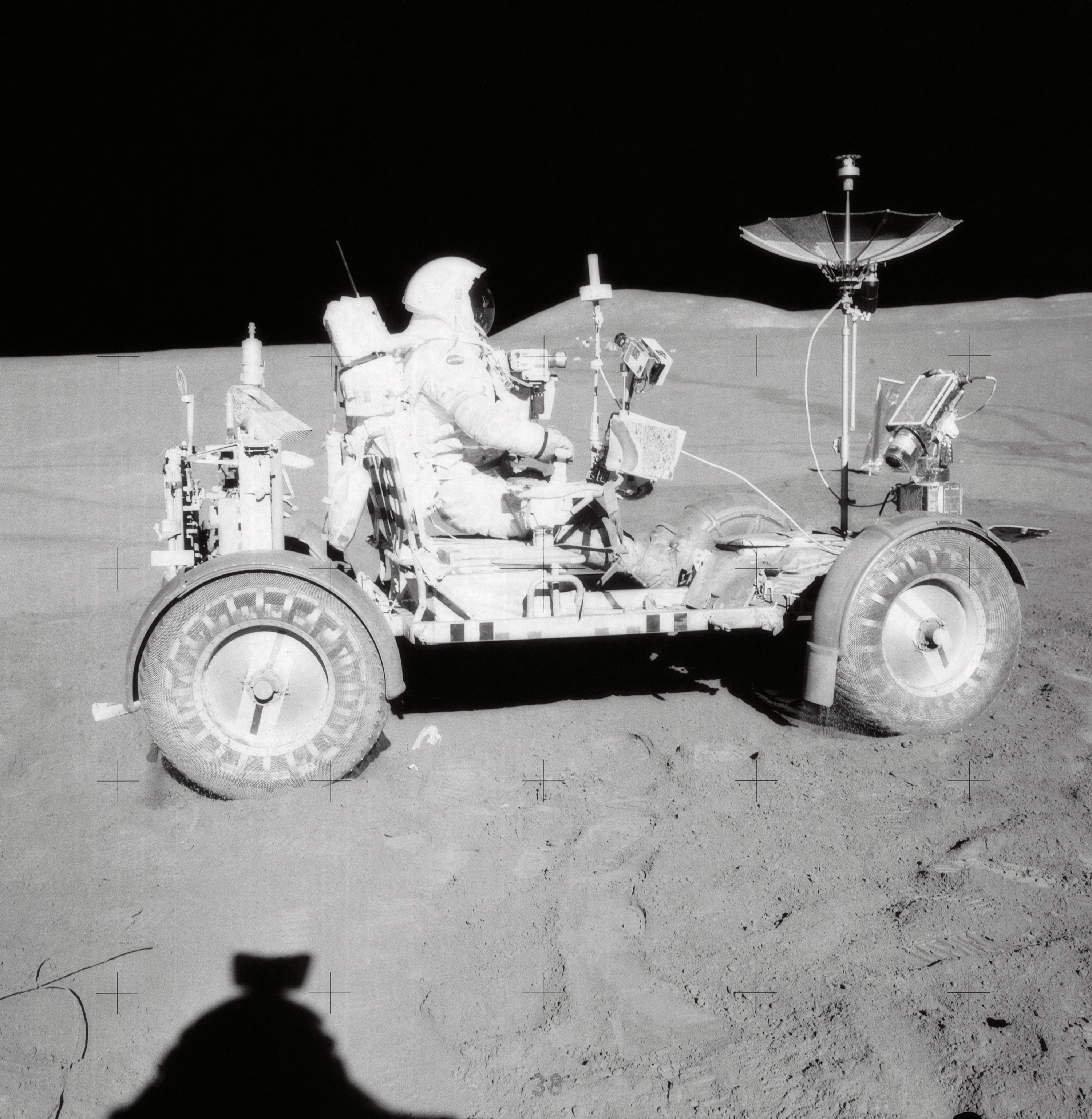
Az új ruha sikeresen mutatkozik be a Roveren, amelyhez a fejlesztésének követelményeit illesztették
John Young az Apollo–16-on a Roverrel
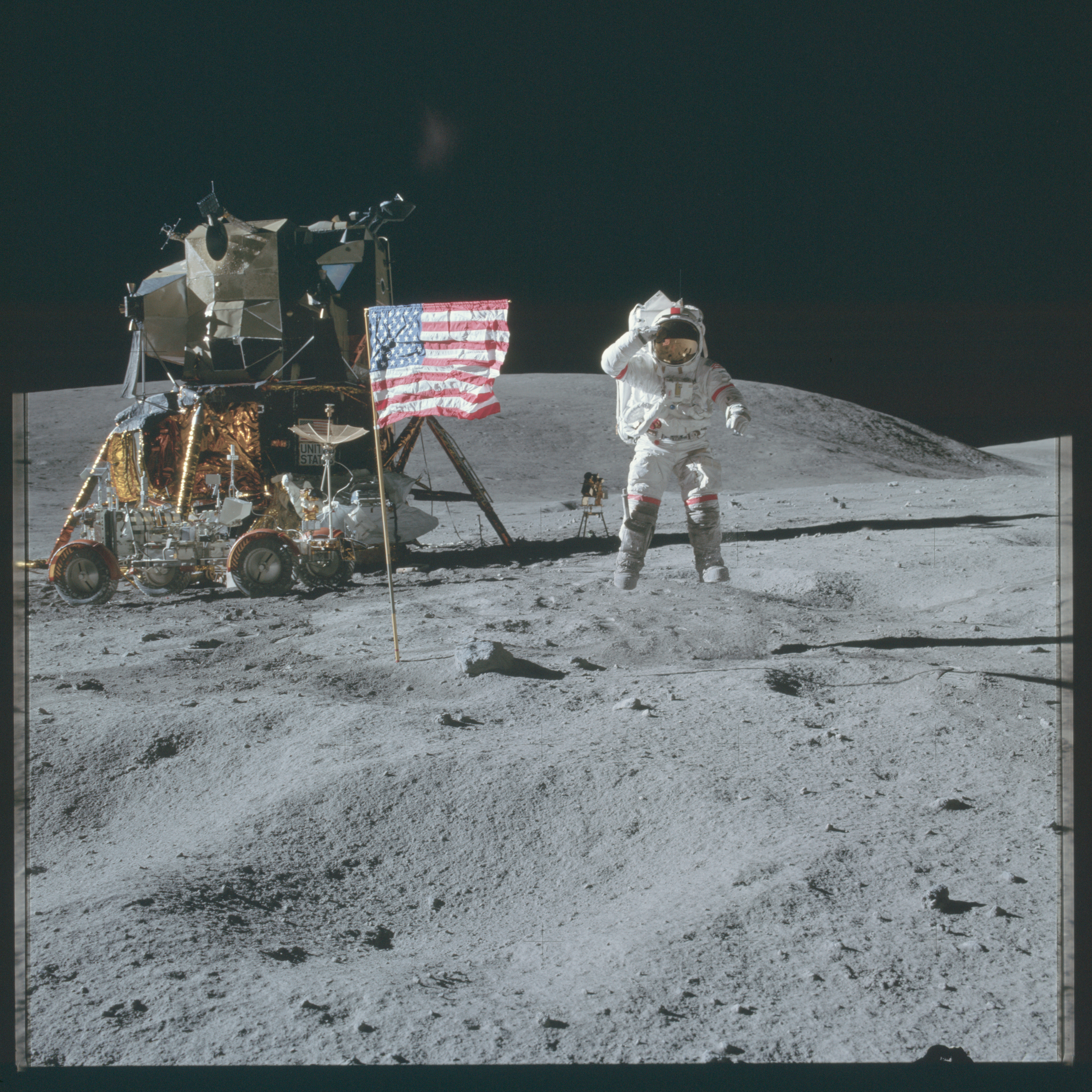
Az új űrruha még ahhoz is elég mozgásteret ad John Young számára, hogy tréfásan, ugrás közben szalutáljon az USA lobogójának
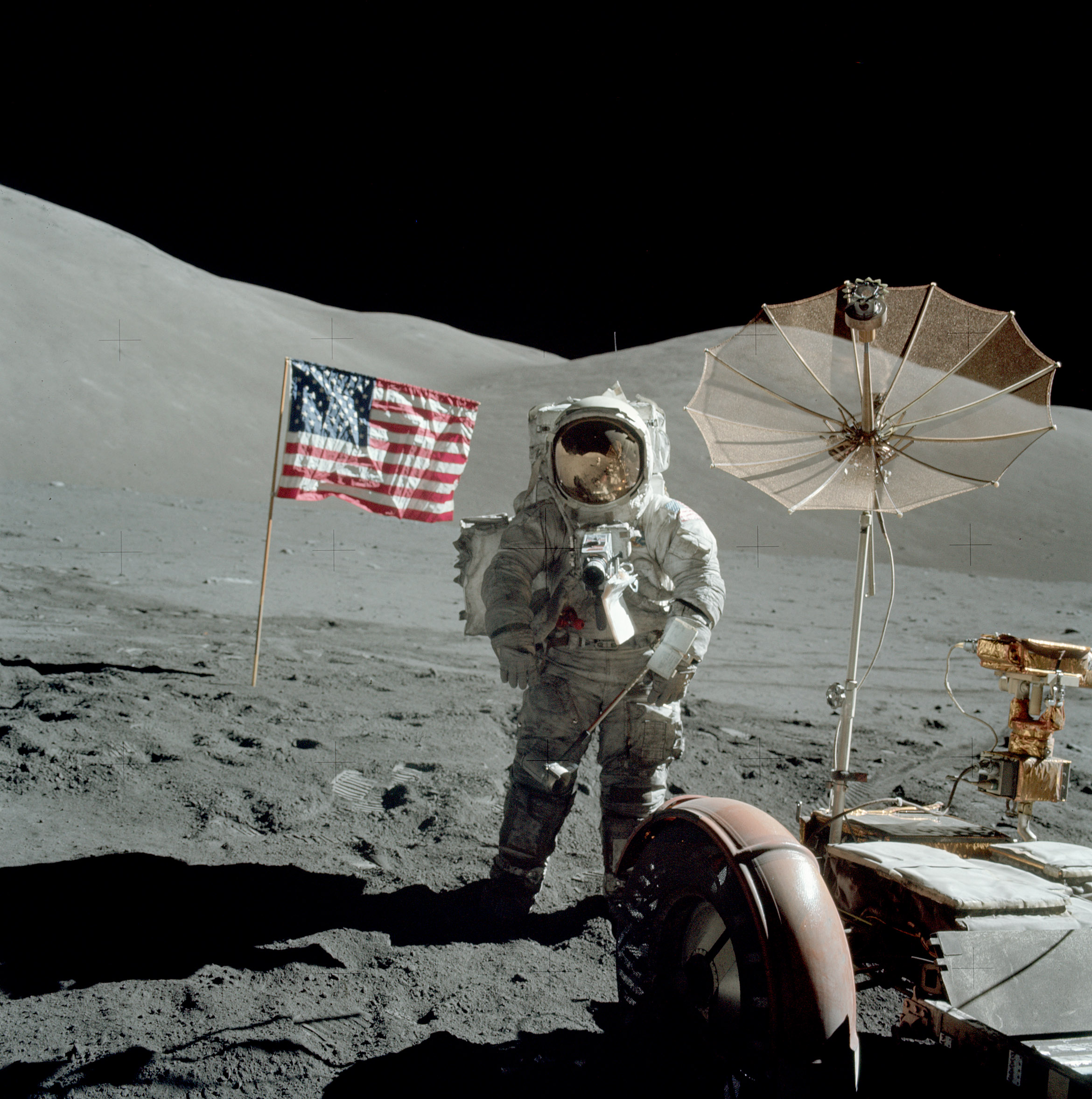
Az űrruha búcsúja a Holdtól
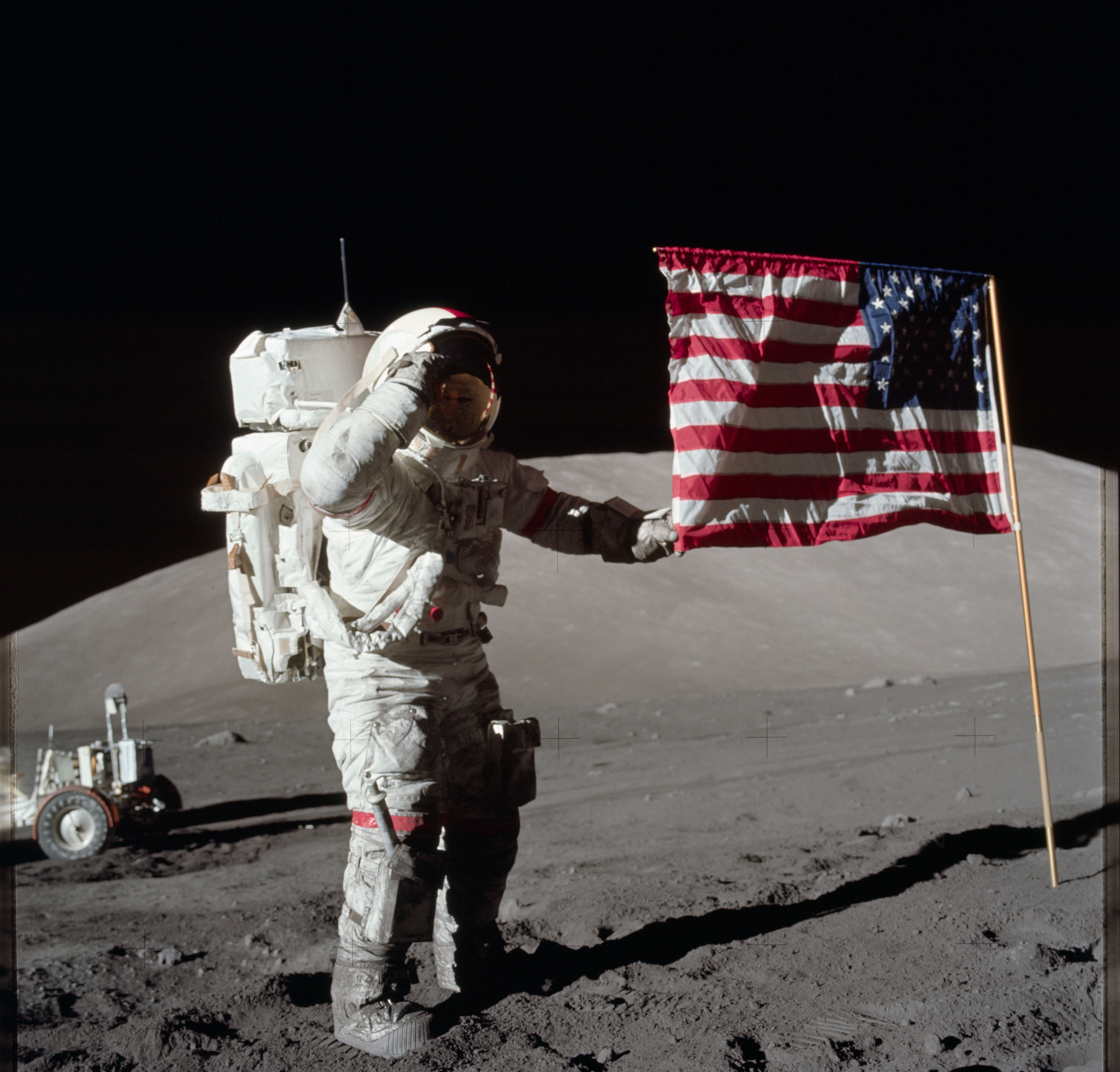
A végletekig koszos űrruhájában Cernan parancsnok búcsúzik a Holdtól

## Fordítás
- Ez a szócikk részben vagy egészben  az   Apollo/Skylab spacesuit című angol Wikipédia-szócikk ezen változatának fordításán alapul.  Az eredeti cikk szerkesztőit annak laptörténete sorolja fel. Ez a jelzés csupán a megfogalmazás eredetét és a szerzői jogokat jelzi, nem szolgál a cikkben szereplő információk forrásmegjelöléseként.